# CASA C-212 Aviocar
El CASA C-212 Aviocar es un avión de transporte táctico ligero y patrulla marítima, propulsado por dos turbohélices, con capacidad STOL, diseñado por CASA para uso civil y militar. Ha sido fabricado en España desde comienzos de los años 1970. A partir del año 2000, con la incorporación de CASA al grupo aeronáutico europeo EADS (Airbus Group), el C-212 pasó a ser designado EADS CASA C-212. Inicialmente fue comercializado bajo el nombre de Aviocar, pero EADS CASA ya no utiliza ese nombre para referirse a esta aeronave. También es producido bajo licencia en Indonesia por la compañía Indonesian Aerospace (PT Dirgantara Indonesia en indonesio), antiguamente llamada IPTN, siglas de Industri Pesawat Terbang Nusantara o Industri Pesawat Terbang Nurtanio, o simplemente Nurtanio, bajo la denominación de NC-212.
Su designación como C-212 sigue el esquema de los aviones diseñados por CASA, con la C inicial del fabricante y a continuación un número de tres dígitos, de los que el primero corresponde al número de motores, dos en este caso, siendo los dos siguientes el número de proyecto que tocaba, aunque realmente hubiera debido ser el 11, pero no se asignó para evitar confusiones con el CASA 2.111 (Heinkel He 111H-16 producido bajo licencia).
El 28 de diciembre de 2012, fue entregado el último avión que salió de la línea de montaje española, que hacía el número 477 del total. Con él se clausuró la línea de montaje final de Airbus Military en España, que fue traspasada a Indonesia, donde en el futuro Airbus Military e Indonesian Aerospace (que ya había producido también las series 100 y 200) fabricarán conjuntamente en Bandung una nueva serie del modelo. En total las ventas del C-212 suman 478 aparatos, de los cuales 126 han sido fabricados bajo licencia por IPTN en Indonesia. La previsión de EADS-CASA era de 85 aviones más en el período 2007-2016. 92 usuarios, entre ellos 31 militares y más de 50 compañías civiles, lo han volado en todo el mundo, constituyendo, de lejos, el mayor éxito de la industria aeronáutica española.

## Desarrollo

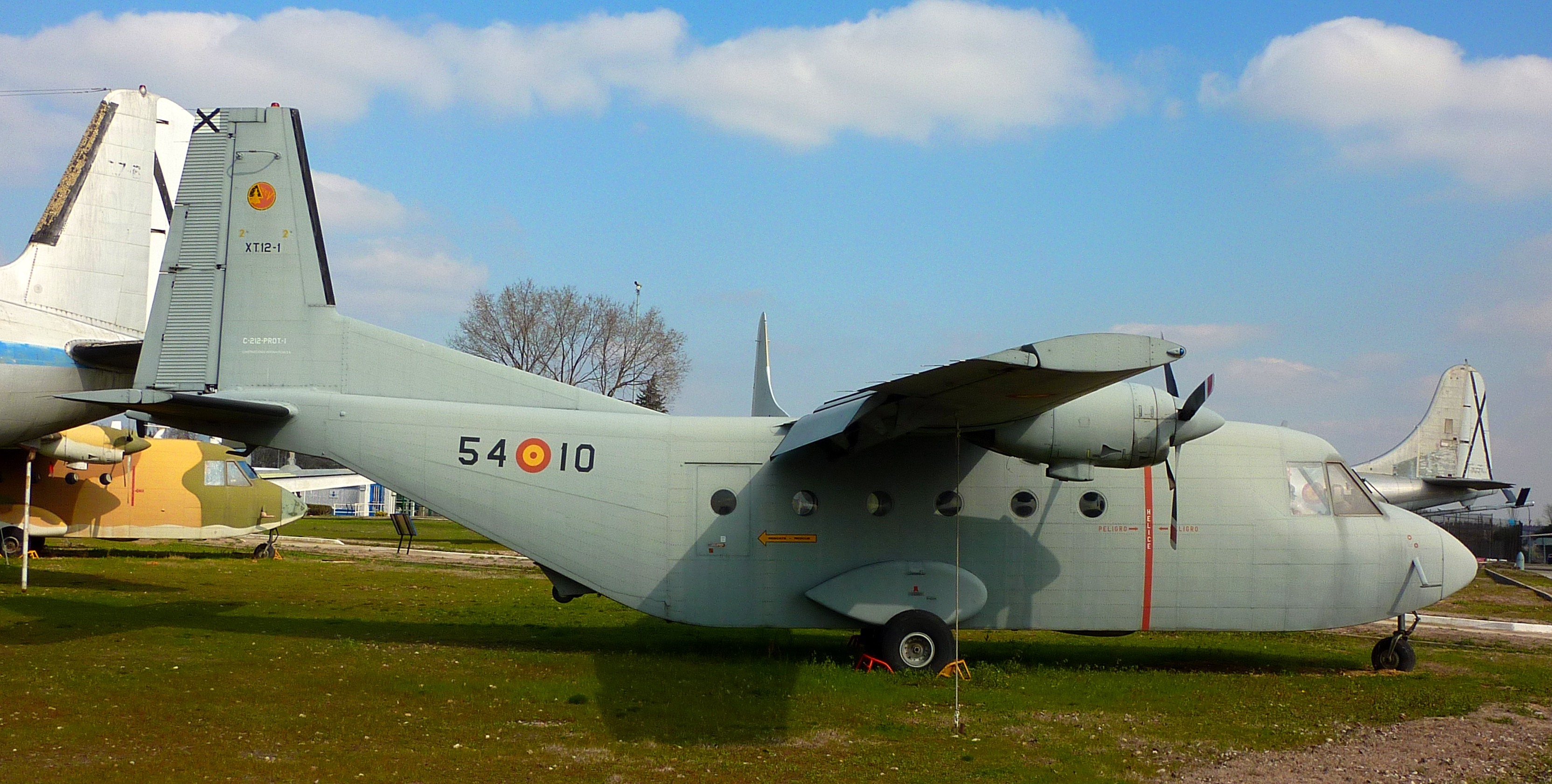
El primer prototipo del C-212 en el Museo del Aire de Cuatro Vientos. Durante los años 70 y 80 el INTA usó de manera permanente los dos prototipos en el escuadrón 406 de ensayos en vuelo de Torrejón.

El C-212 nació a partir de un requerimiento del Ejército del Aire Español de 1967 para un avión de transporte ligero que sustituyese a los obsoletos Douglas C-47 Dakota, Junkers Ju 52 y CASA C-207 Azor. El C-212 Aviocar nació en la oficina de proyectos de CASA que entonces dirigía Ricardo Valle. Tras el análisis de las misiones que realizaban los CASA 352 (los Ju 52 fabricados bajo licencia por CASA), se llegó a la conclusión que el nuevo modelo debería ser capaz de volar 1000 km con 1 tonelada de carga. Además debía ser capaz de operar en terrenos cortos y poco preparados, estar especialmente dotado para la facilidad en la operación de carga y descarga y adicionalmente debía ser barato de adquirir, operar y mantener. Además de cumplir el requerimiento a CASA le interesaba introducirse el mercado civil, para lo que diseñó el C-212 de manera que pudiera cumplir ambos cometidos. El primer prototipo del C-212 (matrícula XT.12-1) hizo el primer vuelo el 26 de marzo de 1971 despegando desde la pista de la Base Aérea de Getafe. Como piloto al mando se encontraba el piloto de pruebas de CASA Ernesto Nienhuisen, que también realizó el primer vuelo al prototipo del CASA C-207 Azor. Ese mismo prototipo fue presentado en el Salón Internacional de la Aeronáutica y el Espacio de París-Le Bourget en Francia, donde sufrió un incidente en una de las exhibiciones al tomar tierra, al conectar la reversa de las turbohélices antes de tocar pista, por lo que se desplomó. En el golpe se rompieron los dos largueros del ala provocando una deformación en la misma, pero el aparato aún rodó hasta el área de aparcamiento y pudo ser reparado, lo que da la idea de la robustez del avión (este prototipo se encuentra actualmente en el Museo del Aire de Cuatro Vientos). A ese primer prototipo le siguió otro que voló por primera vez el 23 de octubre de ese mismo año, y una preserie de ocho ejemplares para el Ejército del Aire, seis para fotogrametría y los otros dos para entrenamiento, entrando en servicio en 1974. En julio de 1975, CASA hizo entrega de la primera versión comercial del Aviocar.

## Diseño

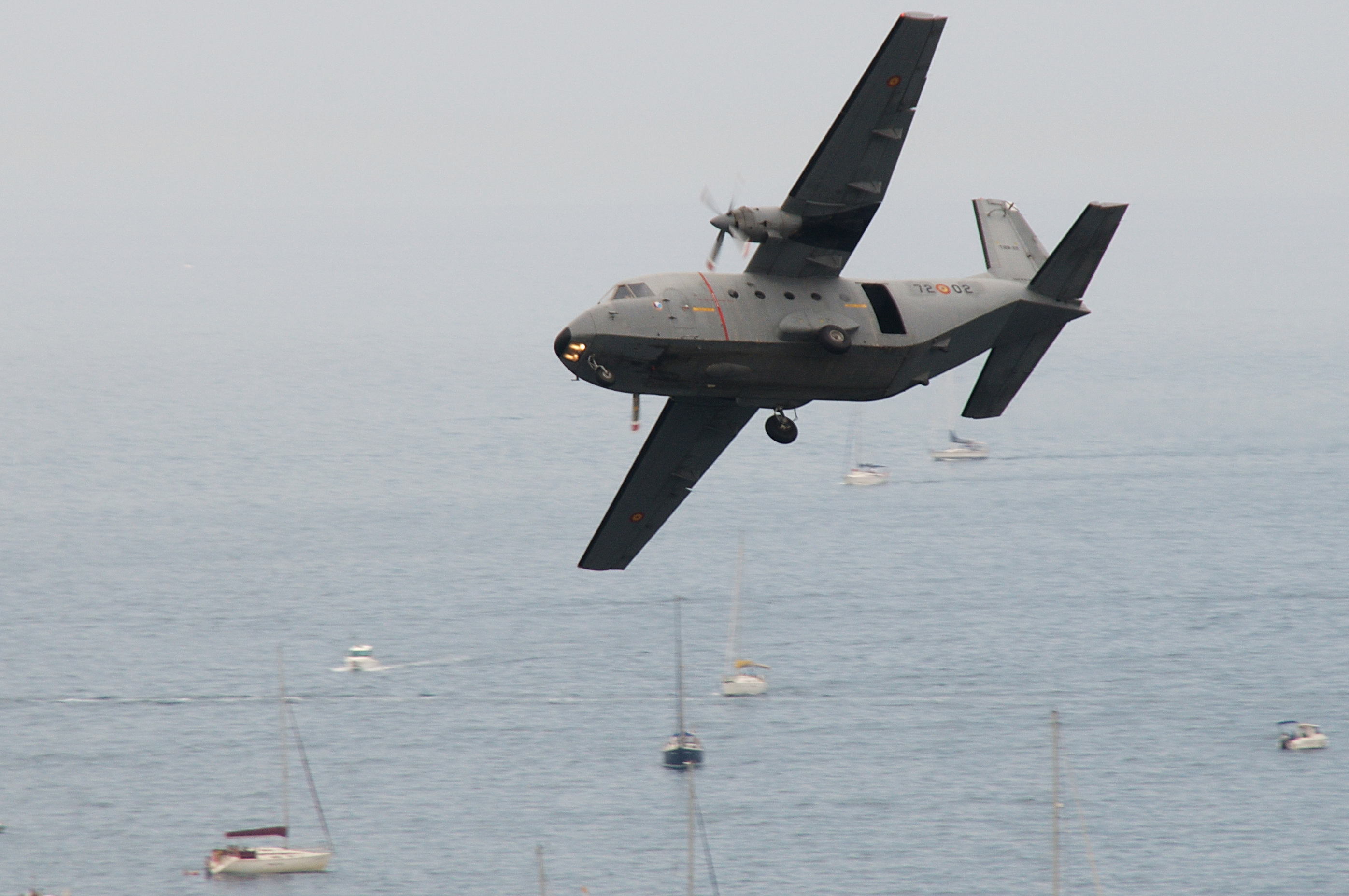
C-212-100 del Ejército del Aire Español virando sobre la Bahía de Cádiz.

El CASA C-212 es un bimotor propulsado por turbohélices para transporte ligero de mercancías, tropa o pasajeros. El Aviocar tiene un ala montada en la parte superior del fuselaje, lo que le permite operar en pistas en no muy buen estado, y un empenaje vertical elevado que permite la apertura de una rampa en la parte trasera del fuselaje, lo que facilita enormemente el embarque y salida de tropas, vehículos o carga. La puerta lateral, situada tras el ala en el lado de babor permite tanto el acceso o descenso de personal en tierra como el lanzamiento de paracaidistas, que también puede hacerse como el de cargas, por la rampa trasera. El tren de aterrizaje no es retráctil. De construcción robusta, su gran resistencia a la operación en pistas no preparadas ha constituido la base de su éxito y cabe decir que cuando ha sido alcanzado por fuego desde tierra ha mostrado también excelentes condiciones de supervivencia. Los motores del C-212 Aviocar son unos Garrett (ahora Allied Signal) TPE331-12-JR que ofrecen 925 CV de potencia continuada y que mueven unas hélices de paso variable. El Aviocar está diseñado para ser usado en pistas cortas poco preparadas, por lo que tiene características STOL (Short Take-off and Landing). Es un avión muy maniobrable, robusto y preparado para operar en condiciones atmosféricas duras y en sitios con baja infraestructura para operar con aviones, por lo que usa sistemas simples y fiables. Los motores están situados bajo los bordes de alas. El fuselaje es grueso, con sección transversal de forma rectangular, y una sección trasera con una rampa de descarga que le permite llevar a cabo diferentes tipos de transportes logísticos. Además esa rampa puede ser abierta en vuelo para el lanzamiento de cargas, tanto a alta como a baja altura (LAPES), equipo de supervivencia o tropas paracaidistas. El fuselaje se divide en dos áreas, la cabina de mando y el compartimiento de carga. El compartimiento de carga tiene unas dimensiones de 6,55 metros de largo, 1,80 de alto y 2,10 de ancho. En ese compartimiento de carga pueden ir 18 pasajeros y su equipaje, o 16 paracaidistas completamente equipados, o 2950 kg de cargas diversas, incluidos vehículos. Para operaciones médicas pueden montarse 12 camillas y dos asientos para personal médico.

### Equipos

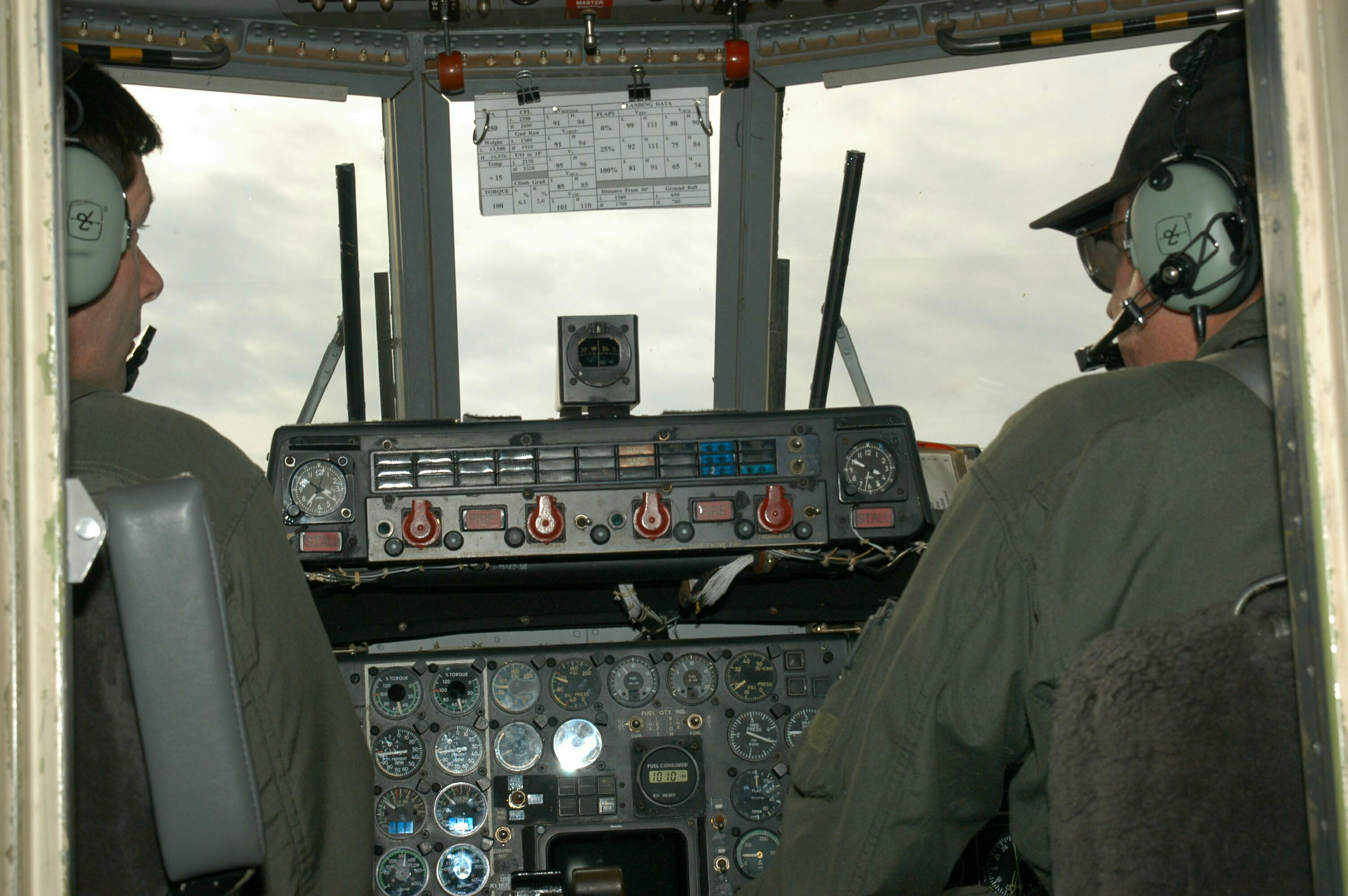
Cabina de vuelo de un CASA C-212 del Mando de Operaciones Especiales de los Estados Unidos.

Uno de los principales compromisos cuando se diseñó el C-212 Aviocar era su sencillez de mantenimiento y de equipos, pero cuando se fueron diversificando sus misiones se añadieron multitud de equipos nuevos. El sistema más complejo de los C-212 de transporte es el radar de seguimiento de terreno Bendix. Entre otros equipos podemos destacar sobre todo los de las versiones de patrulla marítima. El equipamiento para este tipo de misiones depende de la serie a la que pertenezca el avión, la C-212-200MP o C-212-300MP, conocidas como «pico pato» por la forma que le otorgaba el radar situado en el morro, o la actualmente en producción, la C-212-400MP, con el radar en posición ventral y equipada con el sistema CASA FITS. En cualquier caso, puede decirse que un equipamiento básico incluiría equipamientos ESM, detector de anomalías magnéticas (MAD), sistema de lanzamiento de sonoboyas, con su equipo de procesamiento de datos asociado, reflector, FLIR y un radar de exploración. Se pueden lanzar torpedos de guía autónoma o incluso misiles antibuque Sea Skua. Las variantes para protección pesquera no llevan armamento pero en cambio llevan un radar de apertura sintética (SLAR), sensores IR y UV de detección de contaminación, etc. En la serie 400 además se ha hecho una puesta al día de la cabina con la adopción de sistemas EFIS en cuatro pantallas multifunción de CRT que mejoran la fiabilidad de la información, reemplazándose los instrumentos tradicionales del motor por un sistema IEDS (Integrated Engine Data System) que comprende dos pantallas redundantes de cristal líquido en las que se presentan datos del funcionamiento de los motores y de los principales sistemas del avión (combustible, hidráulico, eléctrico, etc.) guardando en la memoria toda la información telemétrica para su análisis posterior. También lleva un sistema de gestión en vuelo FMS (Flight Management System) que incluye GPS y que permite una mejor planificación de la navegación integrando la información proporcionada por los sensores VOR, ADF y DEM, entre otros.

### Armamento
Hasta 500 kg de armamento en dos puntos de anclaje. Normalmente contenedores de ametralladoras o lanzacohetes. Aunque, como se ha comentado, se hicieron pruebas con el misil antibuque Sea Skua, ningún cliente ha llegado a operarlos con este avión.

## Variantes
Aparte de los aviones de preproducción, el C-212 Aviocar tiene cuatro series de producción, de la 100 a la 400. El KASET, el Ministerio de Agricultura de Tailandia, es el único cliente que ha adquirido ejemplares de todas ellas.

### Serie 100

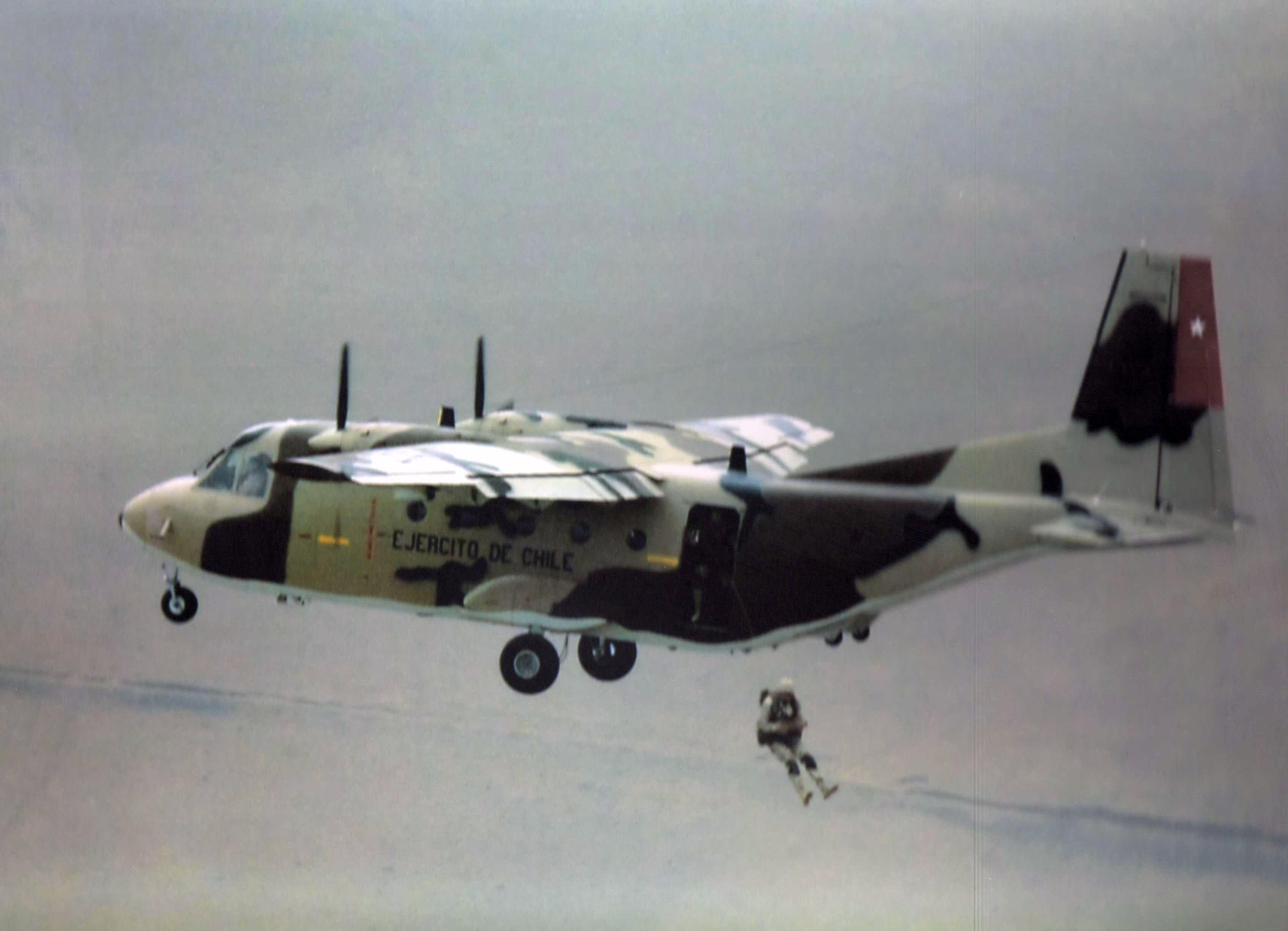
C-212-100 del Ejército de Chile en un entrenamiento de paracaidismo táctico.

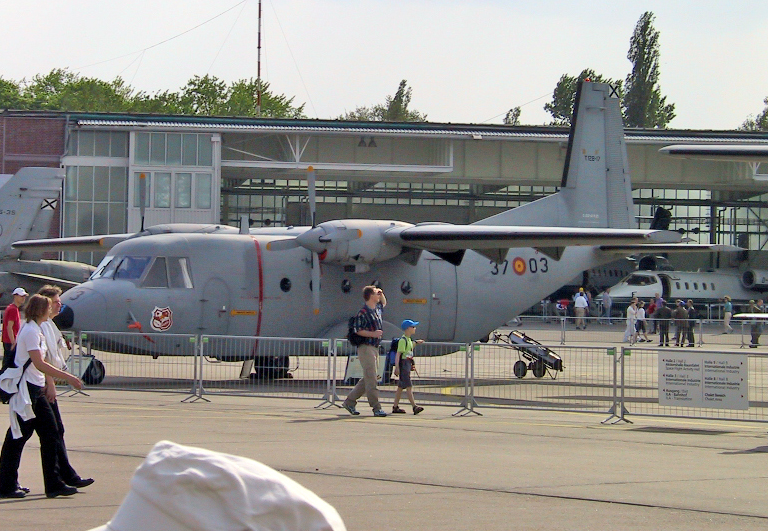
Un C-212-100 del Ala 37 de transporte táctico (Villanubla, Valladolid) del Ejército del Aire de España en la Exhibición Aeroespacial Internacional (ILA) de 2002. Con la llegada a principios de los años 90 del CASA CN-235 al Ala 35 de Getafe, los C-212-100 fueron trasladados al Ala 37, hasta entonces equipada con los DHC-4 Caribou. Durante 20 años, el Ala 35 y el Ala 37 mantuvieron un destacamento volando un C-212-100 en Guinea Ecuatorial.

Se caracteriza por llevar motores de 715 CV que le permiten transportar hasta 2000 kg de carga. Esta serie tuvo como cliente de lanzamiento al Ejército del Aire de España, que recibió 79 aeronaves de esta variante, principalmente de transporte, aunque también algunos entrenadores de navegación de control dual, aviones vip y aeronaves de vigilancia. También recibieron esta variante Portugal, Chile e Indonesia, donde IPTN se encargó de la producción bajo licencia para su mercado doméstico, ejemplares conocidos como NC-212. Una subvariante conocida como EC-212 para labores de inteligencia electrónica (ELINT) y contramedidas electrónicas (ECM) fue desarrollada para la Fuerza Aérea de Portugal, siendo posteriormente adquirida también por el Ejército del Aire Español (TM.12D) y la Fuerza Aérea de los Emiratos Árabes Unidos (en los dos últimos casos sobre ejemplares de la serie 200).
C-212A
Versión original de producción militar. También conocida como C-212-5 o C-212-5 serie M. El Ejército del Aire de España los denomina T.12B y D.3A (Búsqueda y rescate (SAR) (sin radar)).
C-212AV
Versión para transporte de vip. Designación del Ejército del Aire: T.12C.
C-212B
Seis aviones C-212A de preproducción, reconvertidos para misiones de reconocimiento fotográfico. Designación del Ejército del Aire: TR.12A.
C-212C
Versión civil original.
C-212D
Dos C-212A de preproducción reconvertidos a entrenadores. Designación del Ejército del Aire: TE.12B.

### Serie 200

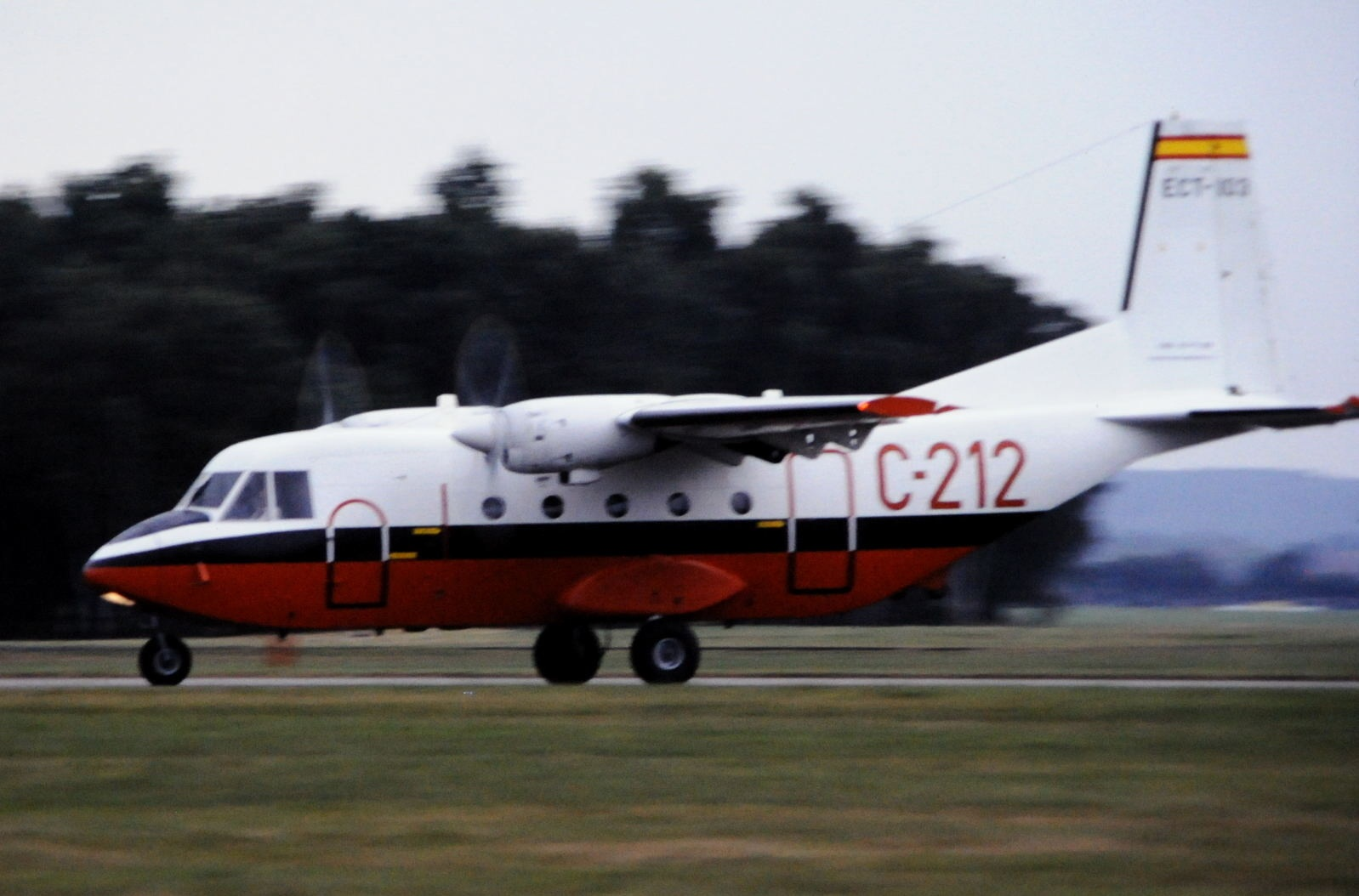
Prototipo del C-212-200 en el Salón Aeronáutico de Farnborough de 1978.

La serie 200 incorporó motores de mayor potencia TPE 331 de 900 CV, que permitieron aumentar el peso máximo al despegue de 6500 a 7700 kg. El prototipo, matriculado ECT-103, número de serie 138, efectuó su primer vuelo el 31 de marzo de 1978. El Ejército del Aire compró dos ejemplares de esta serie en versión de guerra electrónica y siete para búsqueda y rescate (SAR). La versión SAR tiene un voluminoso radomo en el morro para un radar de búsqueda AN/APS 128 que cubre 270 grados. Este modelo es similar al modelo de patrulla marítima (conocido como C-212 Patrullero) utilizado por Argentina, México, Suecia, Sudán y Venezuela. También hay una sub-variante de protección pesquera usada por Suecia y España. Así mismo, el Servicio de Vigilancia Aduanera de España utiliza este modelo modificado para operaciones antidroga, habiéndoles incorporado a algunos de ellos winglets. Los usuarios de la variante de transporte de la serie 200 son Argentina, Chad, Colombia, Yibuti, Emiratos Árabes Unidos, Ghana, Indonesia, Jordania, Nicaragua, Panamá, Paraguay, Uruguay, Venezuela y Zimbabue.
El CASA C-212-200 se ha hecho popular entre los paracaidistas debido a su gran capacidad, rápida ascensión y gran rampa trasera.
C-212 Serie 200M
Versión militar. Esta versión fue la que en 1983 consiguió el mayor contrato de exportación del Aviocar: 40 unidades para las Reales Fuerzas Aéreas Saudíes. Designada como T.12D en el Ejército del Aire y Tp 89 en la Fuerza Aérea Sueca. A partir de este modelo se han desarrollado versiones especializadas en control marítimo y lucha antisubmarina.

### Serie 300

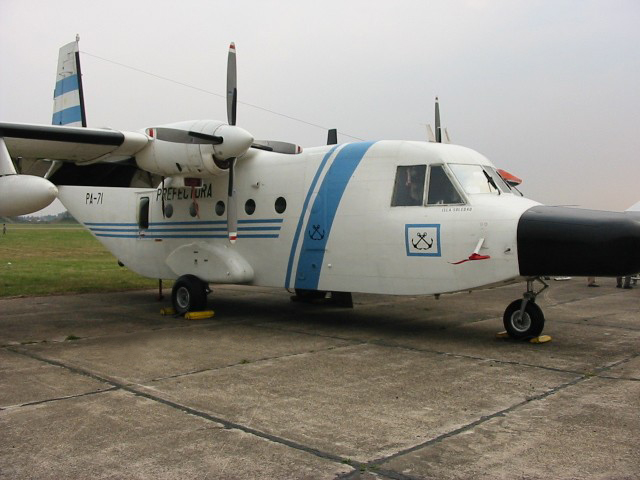
CASA C-212-300MP de la Prefectura Naval Argentina.

La serie 300 voló por primera vez en septiembre de 1984, conserva los motores de la serie 200 pero cambia la instrumentación de cabina y posee winglets. El transporte militar ha sido adquirido en pequeñas cantidades por Angola, Ejército de Bolivia, Botsuana, Fuerza Aérea de Chile, Fuerza Aérea de Colombia, Francia, Lesoto, Panamá y la Guardia Costera de Estados Unidos. Además, de la versión de patrulla marítima 300MP han comprado aparatos la Prefectura Naval Argentina, Angola y Portugal. Un avión serie 300 fue modificado por la Fuerza Aérea de los Estados Unidos como avión prototipo del programa Grizzlie Hunter de interdicción de estupefacientes mediante sensores no identificados. Al menos 6 aviones más de la serie 200 son utilizados en operaciones clandestinas del Ejército Estadounidense (aunque «oficialmente» sirven en la Fuerza Aérea), de los que al menos cuatro operan desde Incirlik, Turquía, en operaciones clandestinas en Oriente Medio. En España, uno es operado por el Servicio de Vigilancia Aduanera en misiones antidroga. Aparte de las ventas militares muchos aparatos operan para usuarios civiles.
La producción de esta versión empezó en 1987.
C-212M Serie 300 o C-212 Serie 300M
Versión militar.
C-212 Serie 300 Airliner
Versión civil con capacidad de 26 pasajeros para líneas aéreas.
C-212 Serie 300 Utility
Versión utilitaria civil con capacidad para 23 pasajeros.
C-212 Serie 300P
Versión del C-212 Serie 300 Utility con motores A-65.
C-212 Serie 300MP
Versión de patrulla marítima.

### Serie 400

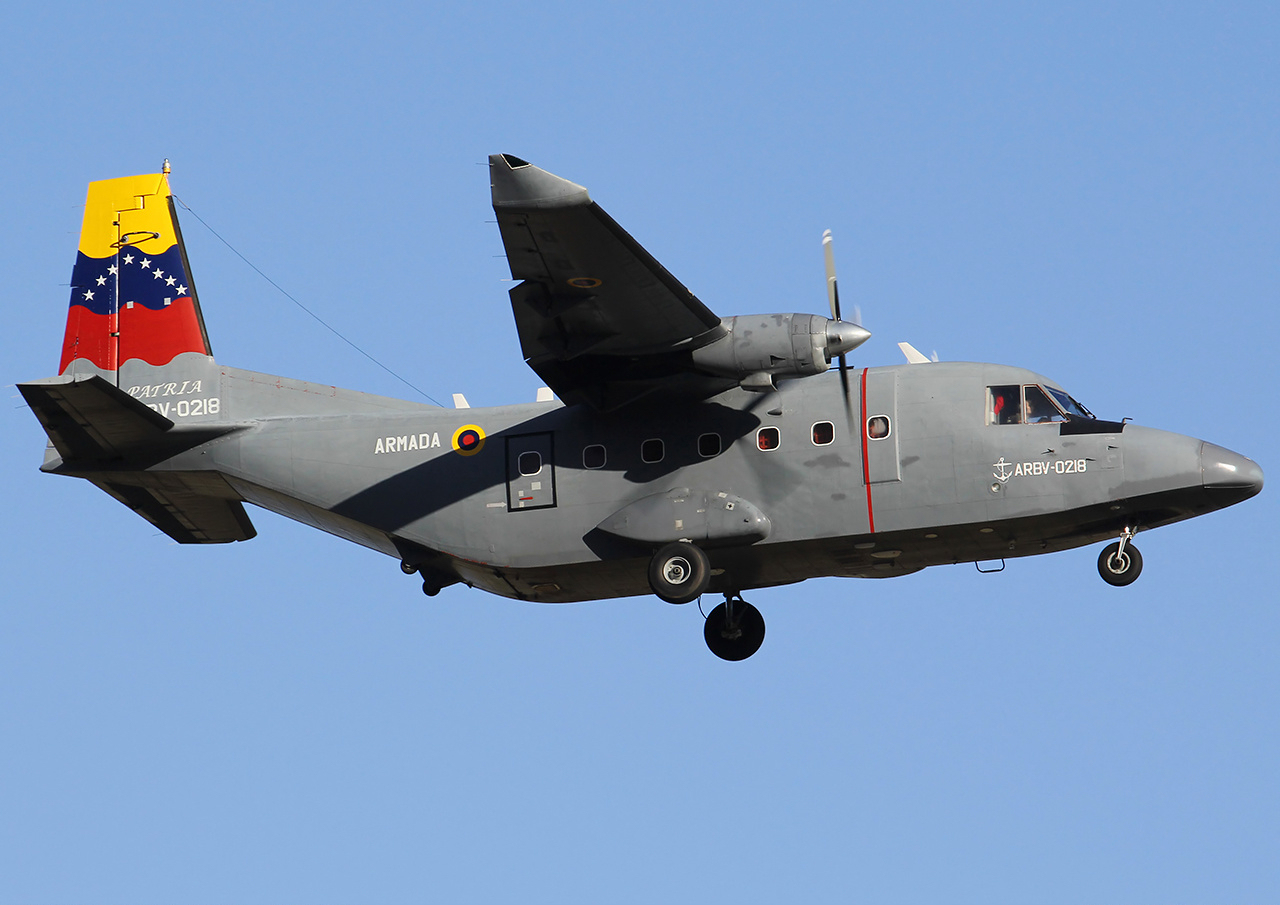
C-212-400 de la Armada Nacional de Venezuela.

El primer vuelo de la serie C-212-400 tuvo lugar en el 4 de abril de 1997. Lleva motores Garrett TPE331-12JR con mayor potencia al despegue y que mejoran las actuaciones en altura y temperatura. El nuevo sistema de aviónica incorpora un sistema electrónico de instrumentos de vuelo (EFIS) con cuatro pantallas y un sistema de gestión del vuelo (Flight Management System, FMS). Somalia y Sudáfrica (usuarios de versiones anteriores de segunda mano) son algunos de sus usuarios. Las ventanillas redondas de las series anteriores han sido reemplazadas por unas cuadrangulares, las mismas que se usan en los CN-235 y C-295, para así reducir costes, mientras que por otro lado el maletero que se ubicaba en el lado izquierdo del morro en la versión 300 ha sido suprimido.
En 2006, la Fuerza Aérea Brasileña eligió el C-212-400 como sustituto de sus Embraer EMB-110 Bandeirante, previendo fabricarlo parcialmente y montarlo en sus propias instalaciones de Campo de Marte, São Paulo. El pedido inicial estaba previsto que fuera de 50 unidades, esperándose que se ampliara en 2010 o 2011 en 30 adicionales. Sin embargo finalmente nada llegó a concretarse.
Las últimas ventas han sido de un C-212-400MP a la Guardia Costera de Corea del Sur y 3 a la Policía Marítima de Vietnam (la Prefectura Naval Argentina tiene abierta además una licitación para adquirir 1 C-212-400 Utility y 1 C-212-400MP), que probablemente sean los últimos Aviocar fabricados por EADS CASA, puesto que en septiembre de 2008, esta empresa llegó a un acuerdo con PT Dirgantara de Indonesia para trasladar la producción al citado país, con el fin de producir el avión a un precio competitivo. Los primeros serán 10 ejemplares para la aerolínea local Merpati Nusantara.

### NC-212i
En noviembre de 2012 se anunció un acuerdo, ratificado y desarrollado en marzo de 2013, para lanzar junto con PT Dirgantara Indonesia una versión mejorada del C-212-400, denominada NC-212i, que se comercializará tanto en el mercado militar como en el civil, y cuya capacidad de pasajeros (en la versión civil) pasará de 25 a 28 y contará además con nueva aviónica digital y piloto automático.

## Usuarios militares y gubernamentales

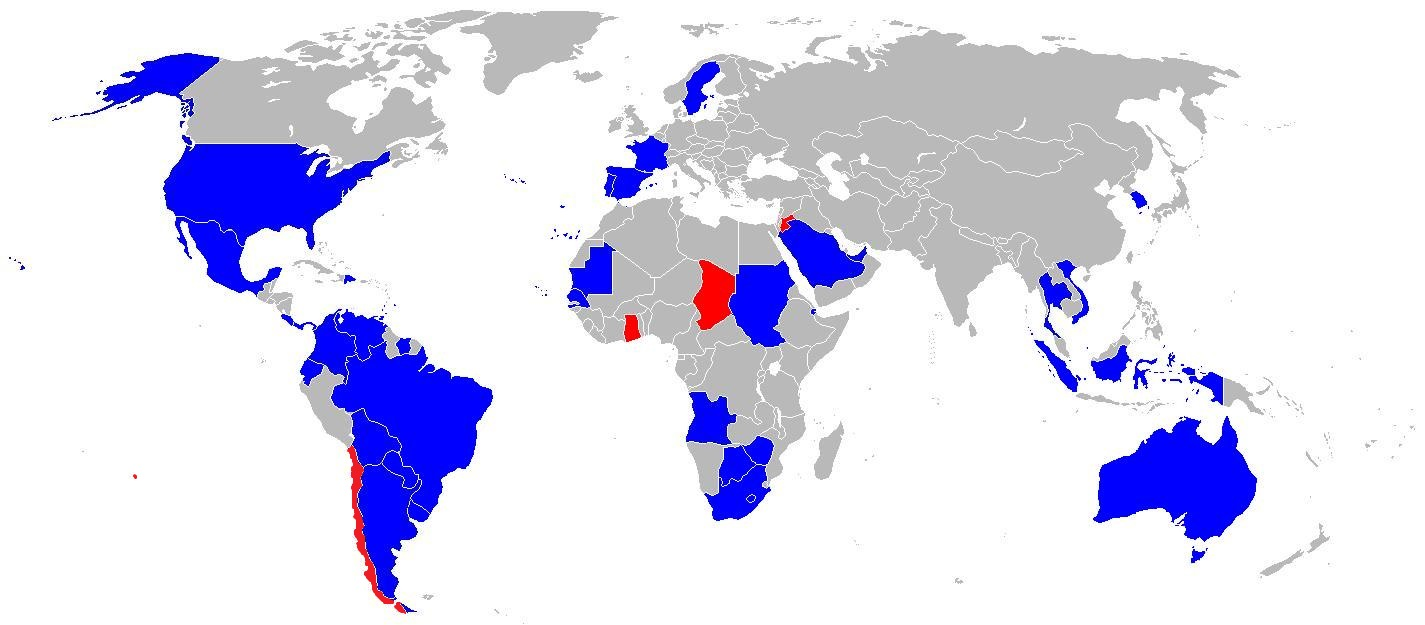
Países usuarios del C-212:
Usuarios
Antiguos usuarios

### Preserie
España

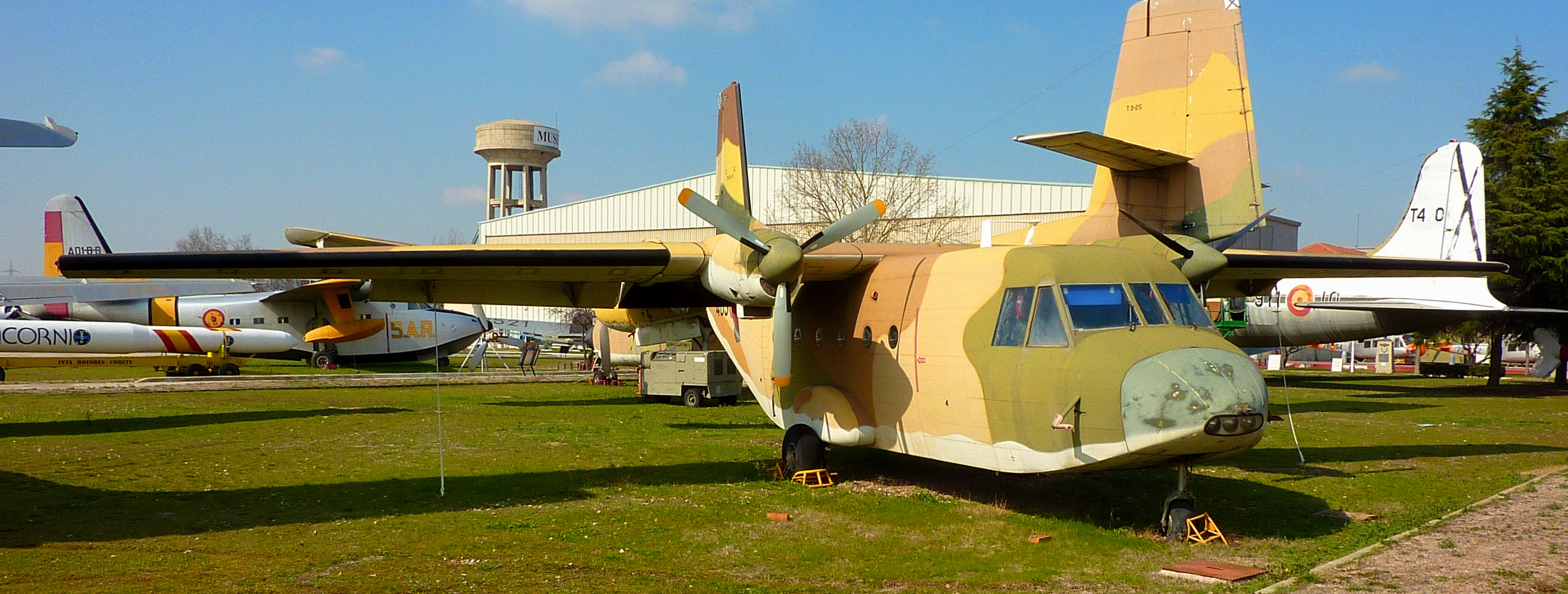
C-212 de preserie del Ejército del Aire Español. Nótese como estos primeros ejemplares, al igual que los dos prototipos, tenían hélices de tres palas en lugar de las cuatripalas de los aviones de serie (y los dos últimos de la preserie).

- Ejército del Aire de España: ocho ejemplares, seis de fotogrametría, designados internamente como TR.12A, y los otros dos de entrenamiento de navegantes (TE.12B), estos últimos ya con hélices de cuatro palas. Dados de baja.

### Serie 100
Bolivia
Bolivia adquirió inicialmente un C-212-100, FAB-85, número de serie 90, ya dado de baja y usado en la actualidad para instrucción. Posteriormente compró otros 3 C-212-100 en 2006 a EADS-CASA, que a su vez los había recibido del Ejército del Aire Español como parte del pago de los C-295. El precio unitario fue de 600 000 US$ (470 000 €) por avión. Fueron repartidos de la siguiente manera:
- Ejército de Bolivia: 1 C-212-100.
- Fuerza Aérea Boliviana: 2 C-212-100. El primero (FAB-86) fue entregado el 12 de octubre de 2007. Encuadrados en TAM (Transportes Aéreos Militares).[12]

 Colombia
- Armada de la República de Colombia
- Ejército Nacional de Colombia

 España
- Ejército del Aire de España

 Paraguay
- Policía Nacional del Paraguay: 1 C-212-100. Recibido el 20 de febrero de 2012, ensamblado en el propio Paraguay.[13]

 Senegal
- Ejército del Aire de Senegal: 1 antiguo C-212-100 SAR (sin radar) del Ejército del Aire, número de serie 87, donado por España para la lucha contra la inmigración ilegal.[14]

 Tailandia
- Ministerio de Agricultura (KASET): 4 C-212-100.[15]

#### Antiguos usuarios
Chile

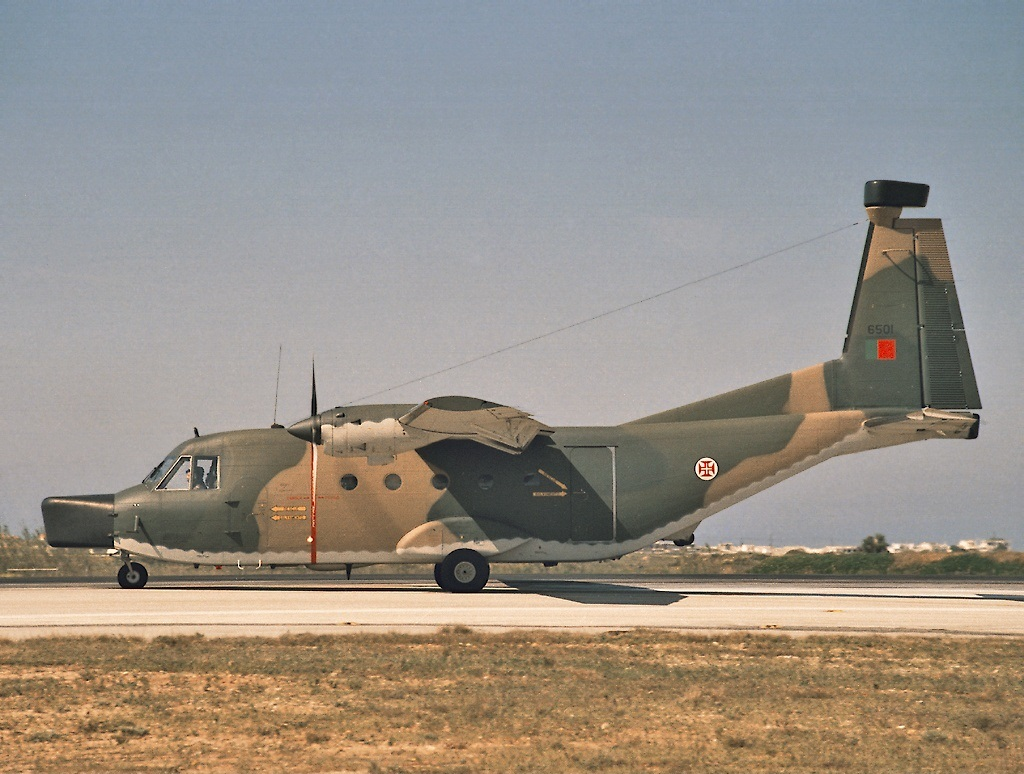
C-212-100 ECM/ELINT de la Fuerza Aérea Portuguesa.

- Armada de Chile: 4 C-212-100 recibidos en agosto de 1978. Uno de ellos, registro 148, resultó accidentado en noviembre de 1986. Los 3 ejemplares supervivientes fueron dados de baja en 2012.[16]
- Ejército de Chile: 6 C-212-100 recibidos en agosto de 1978. Uno de ellos, registro 107, se estrelló en diciembre de 1995. Los 5 ejemplares supervivientes causaron baja en febrero de 2002 (registro 103) y octubre de 2013 (3 vendidos a civiles).[16][17]

 Jordania
- Real Fuerza Aérea Jordana: 4 C-212-100. Uno de ellos, número de serie 44, resultó destrozado en 1977 al derrumbarse el hangar en el que estaba. El número de serie 55, registro 325, fue dado de baja al sufrir en 1984 un accidente en la fase de despegue, con daños irreparables y resultando muertos sus 13 ocupantes.[18] Los dos restantes, 324 y 326, número de serie 68, fueron dados de baja en 2002, siendo el primero de ellos vendido a un particular en Florida.[19]

 Portugal
- Fuerza Aérea Portuguesa: adquirió en la década de 1970 20 C-212-100, 4 de ellos C-212-100-A1, idénticos a los del Ejército del Aire Español, y 16 C-212-100-A2P, con algunas modificaciones introducidas a petición de la FAP. La flota fue totalmente retirada de servicio el 6 de diciembre de 2011, sustituida por CASA C-295.[20] La idea inicial de Portugal era adquirir 24 Aviocar para destacar 6 de ellos en cada una de sus principales colonias en África: Angola, Cabo Verde, Guinea Bissau y Mozambique, sustituyendo a los Douglas C-47 y Nord Noratlas. Sin embargo, tras la Revoluçao dos Cravos (Revolución de los Claveles), todas ellas alcanzaron la independencia entre 1974 y 1975, con lo que la venta quedó seriamente comprometida, a pesar de lo cual finalmente se mantuvo el pedido, aunque algo reducido. Realizaron labores de transporte de tropas, carga, lanzamiento de paracaidistas y evacuación médica. Los dos primeros aviones entregados, registrados 16501 y 16502, números de serie 13 y 14 respectivamente, fueron transformados más adelante a la versión de contramedidas electrónicas e inteligencia electrónica (ECM/ELINT). En 1977 se realizó un pedido adicional por 4 C-212-100-B-2 para misiones de prospección geofísica dentro del programa APRT (Aeronave de Pesquisa de Recursos Terrestres, Aeronave de Investigación de Recursos Terrestres), con equipos especiales que incluían un detector de anomalías magnéticas (MAD).[21]  En la década de los 90 se les unieron 2 ejemplares de patrulla marítima de la serie 300.

### Serie 200
Angola

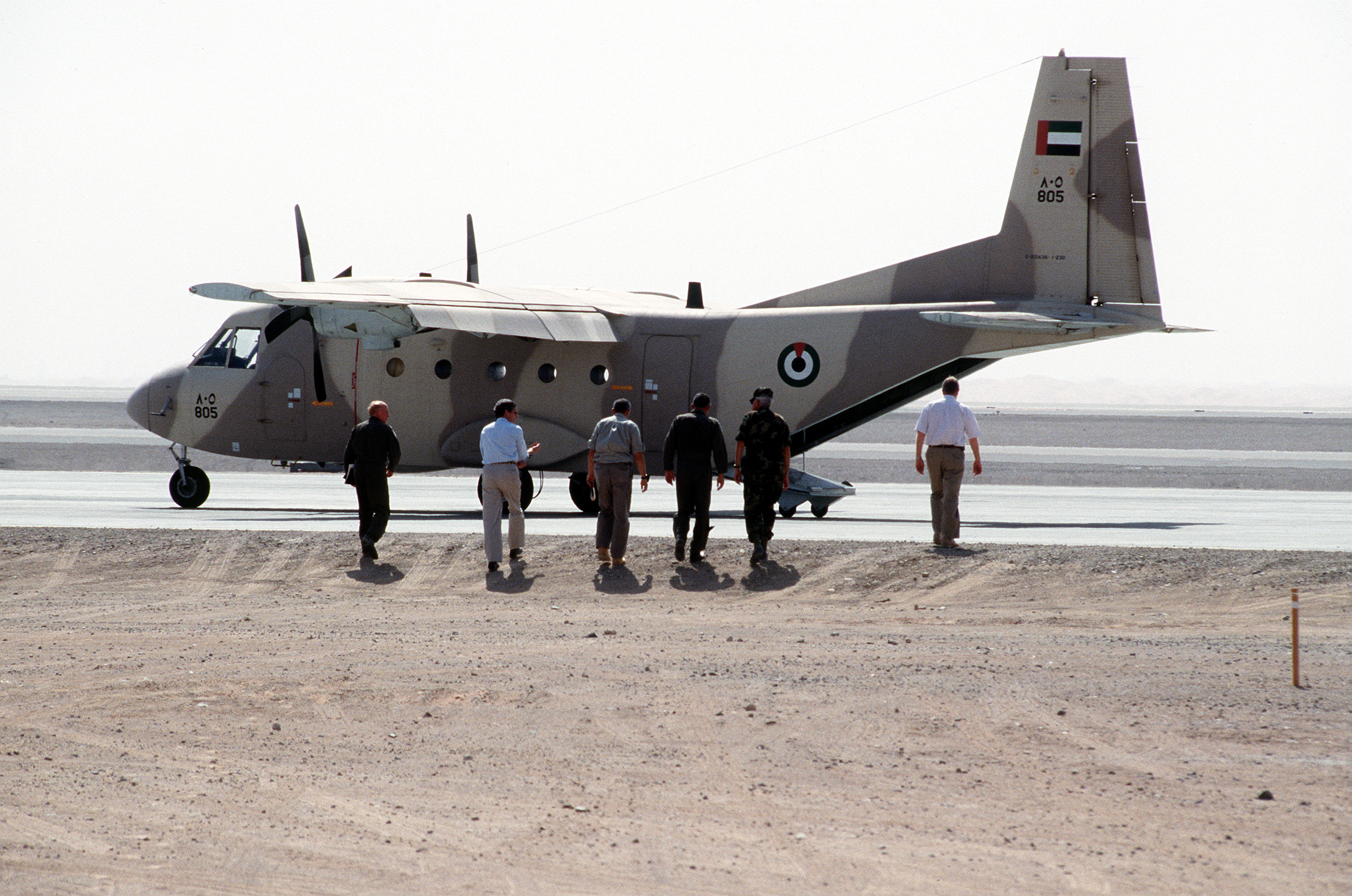
C-212-200 de la Fuerza Aérea de Emiratos Árabes Unidos durante la Operación Tormenta del Desierto.

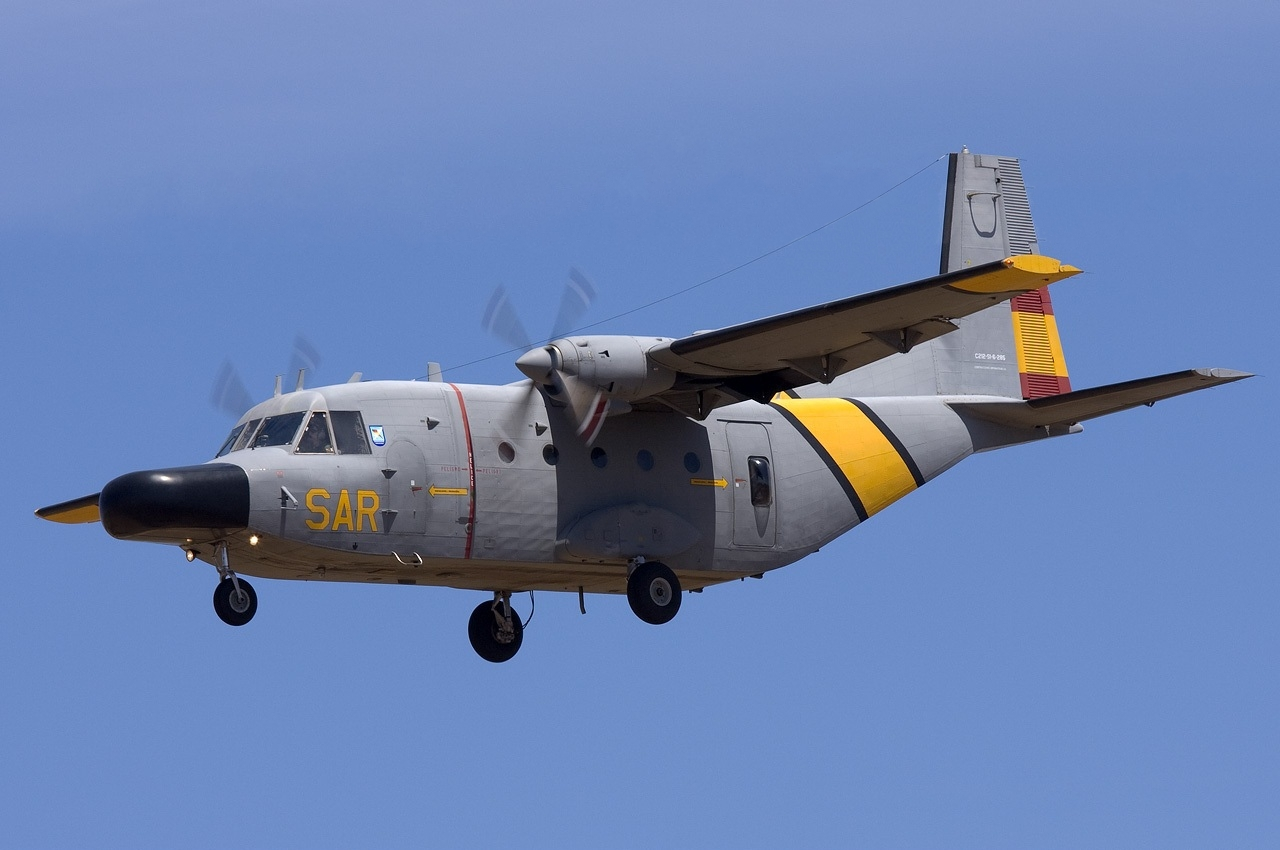
C-212-200MP SAR del Ejército del Aire Español aterrizando en el aeropuerto Internacional de Malta.

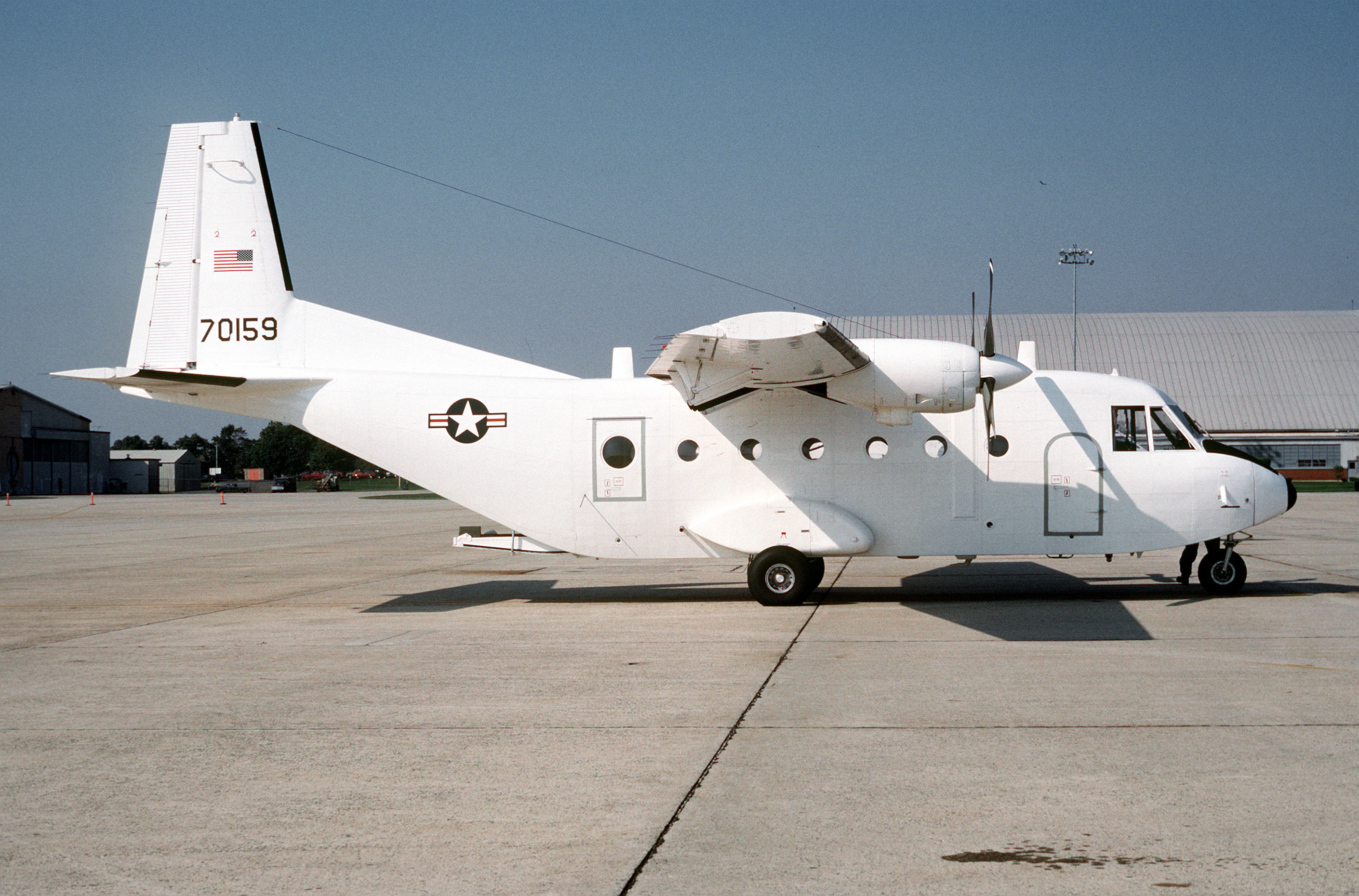
C-41A (C-212-200) de la Fuerza Aérea de los Estados Unidos.

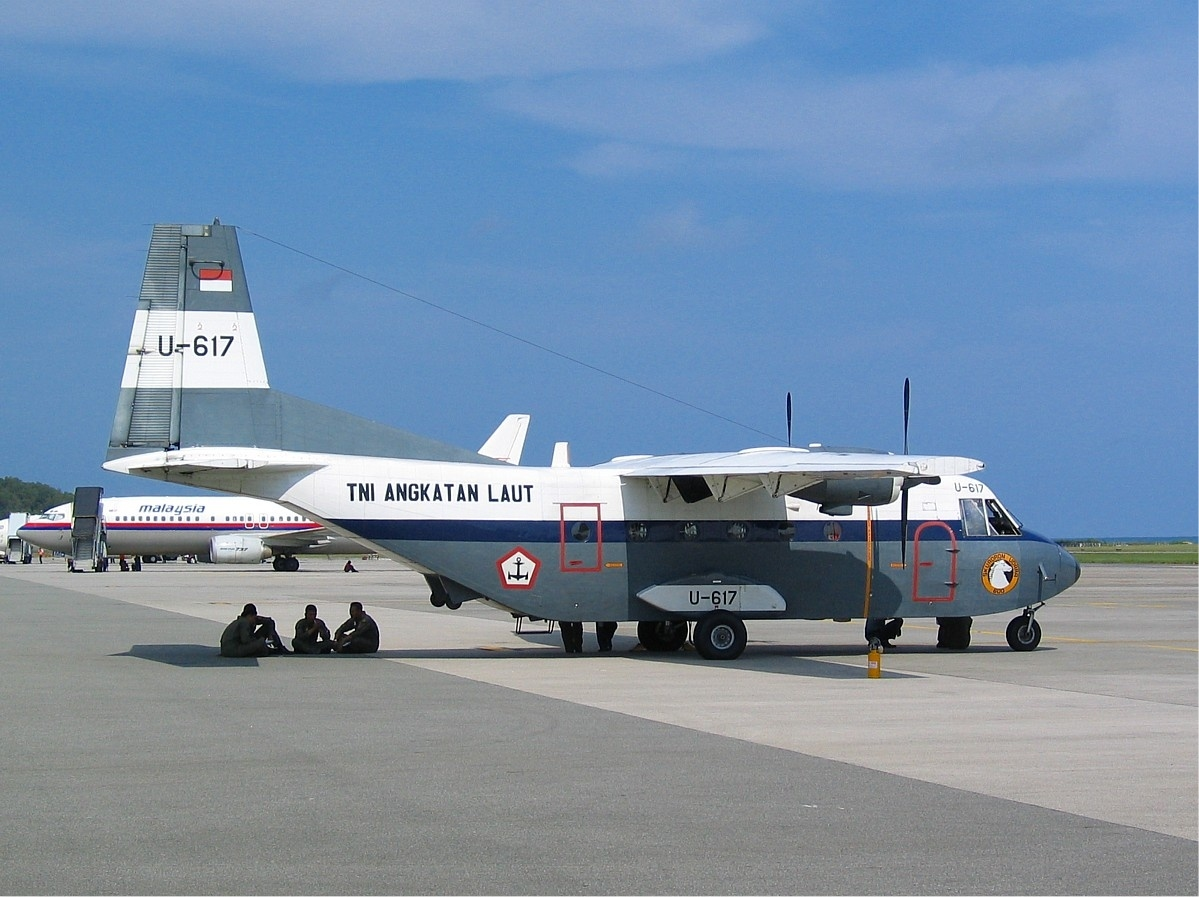
NC-212-200 de la Armada Indonesia.

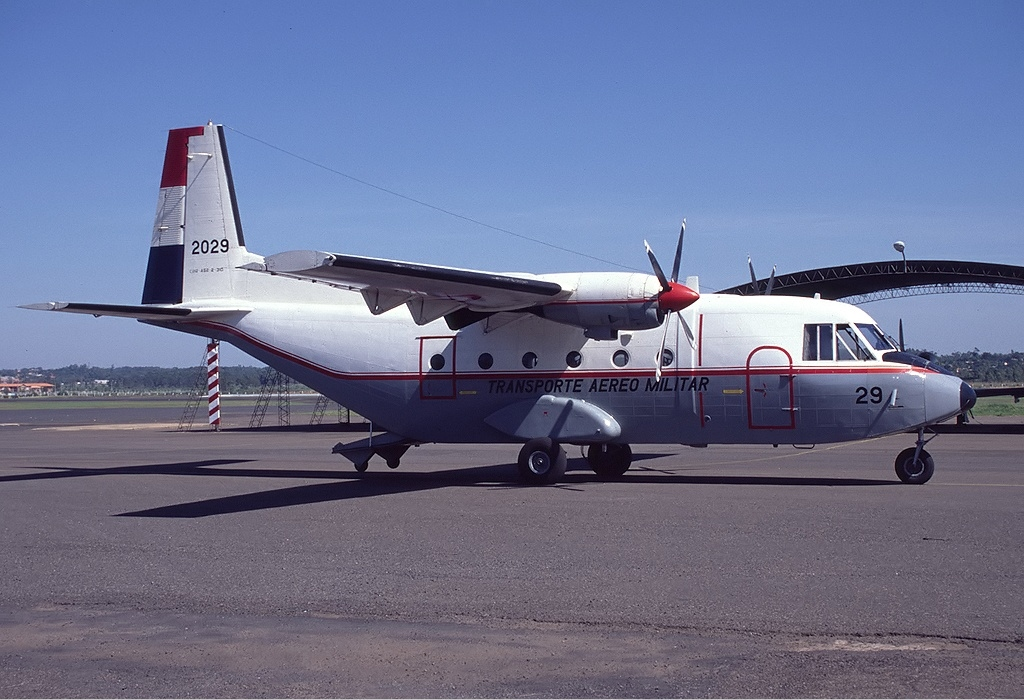
C-212-200 paraguayo.

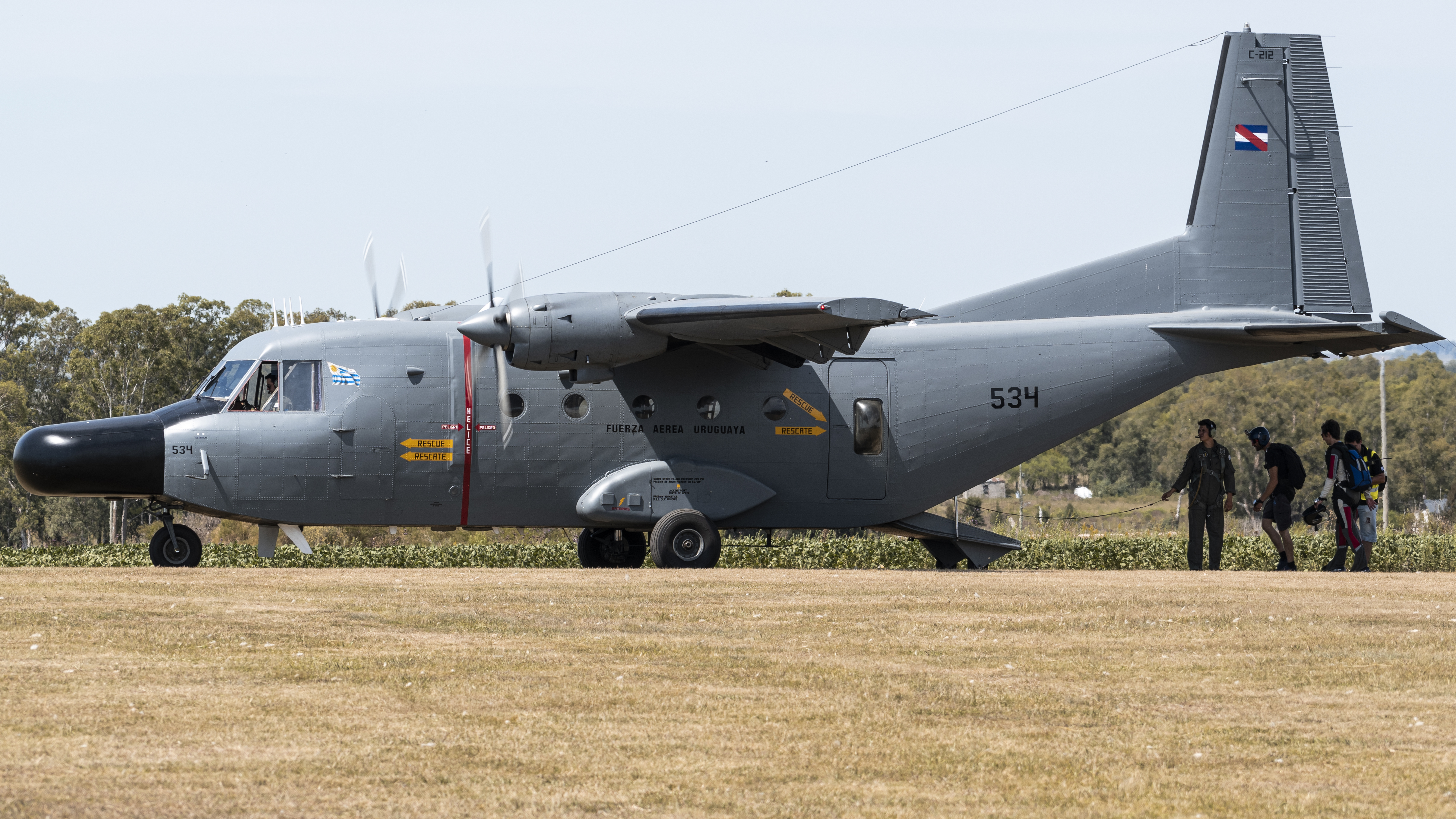
C-212-200MP de la Fuerza Aérea Uruguaya siendo abordado por paracaidistas durante un show aéreo.

- Fuerza Aérea y Defensa Aérea Popular de Angola: 8 C-212-200.[22]

 Arabia Saudita
- Reales Fuerzas Aéreas Saudíes: 40 C-212-200.[23]

 Argentina
- Ejército Argentino: 3 C-212-200. El Ejército consideró durante un tiempo recibir hasta 10 ejemplares adicionales, de la versión C-212-100, de los dados de baja por el Ejército del Aire Español,[24] aunque finalmente no se concretó ningún pedido. Ya a finales de la década de los 90 planeó la adquisición de varios ejemplares nuevos contratados directamente a CASA, pero la compra no se llevó a efecto al ser vetada por el entonces presidente Menem como medida de castigo contra España por no plegarse las empresas españolas que operaban en Argentina a sus exigencias, y al final el Ejército tuvo que conformarse con incorporar un único C-212-200, de segunda mano. Posteriormente, en 2015 se adquirieron otros dos más, igualmente de segunda mano.[25]

 Cabo Verde
- Guardia Costera de Cabo Verde

 Chile
- Fuerza Aérea de Chile: 2 C-212-200.[16]

 Colombia
- Fuerza Aérea de Colombia

 Emiratos Árabes Unidos
- Fuerza Aérea de los Emiratos Árabes Unidos: 4 C-212-200.[26] Transformados a la versión de contramedidas electrónicas e inteligencia electrónica (ECM/ELINT).[27]

 España
- Ejército del Aire de España
- Servicio de Vigilancia Aduanera

 Estados Unidos
- Ejército de los Estados Unidos: 1 C-212, usado fundamentalmente en cursos de lanzamiento en paracaídas.[28]
- Fuerza Aérea de los Estados Unidos: adquirió un total de 6 C-212-200, que recibieron la designación C-41A. Están asignados al Mando de Operaciones Especiales. Los dos primeros fueron entregados en 1987, mientras que los otros cuatro lo fueron en 1990.[29] En 2020 permanecían en servicio 5, que serían modernizados con nueva aviónica.[28]

 Indonesia
- Armada de Indonesia
- Ejército de Indonesia
- Fuerza Aérea de Indonesia

 Mauritania
- Fuerza Aérea de Mauritania: 1 C-212-200MP cedido por el Gobierno Español por el precio simbólico de 100 €.[30]

 México
- Armada de México: 11 C-212-200MP de patrulla marítima.

 Nicaragua
- Fuerza Aérea del Ejército de Nicaragua

 Panamá
- Servicio Nacional Aeronaval

 Paraguay
- Fuerza Aérea Paraguaya: 4 C-212-200. Recibidos en 1984, 3 fueron remozados en 2003. Originalmente encuadrados en TAM (Transporte Aéreo Militar) y posteriormente en el Grupo de Transporte Aéreo (GTA).[31]

 Sudáfrica
- Fuerza Aérea Sudafricana

 Sudán
- Fuerza Aérea de Sudán

 Tailandia
- Ministerio de Agricultura (KASET): 1 C-212-200.[15]

 Uruguay
- Fuerza Aérea Uruguaya: 2 C-212-200 y 2 C-212-CE. La Fuerza Aérea Uruguaya recibió 5 C-212-200 entre 1981 y 1982, pero devolvió 2 de ellos a CASA debido a problemas económicos.[32] Otro se estrelló en octubre de 2009 en Haití mientras participaba en una misión de la ONU (MINUSTAH).[33] En 2009 adquirió dos ejemplares adicionales, del modelo C-212-CE (C-212-200MP), de segunda mano a la Guardia Costera Sueca, números de serie 229 y 343, por un importe de 1 830 000 €.[34]

 Venezuela
- Armada Nacional de Venezuela

 Yibuti
- Fuerza Aérea de Yibuti

 Zimbabue
- Fuerza Aérea de Zimbabue

#### Antiguos usuarios
Bofutatsuana

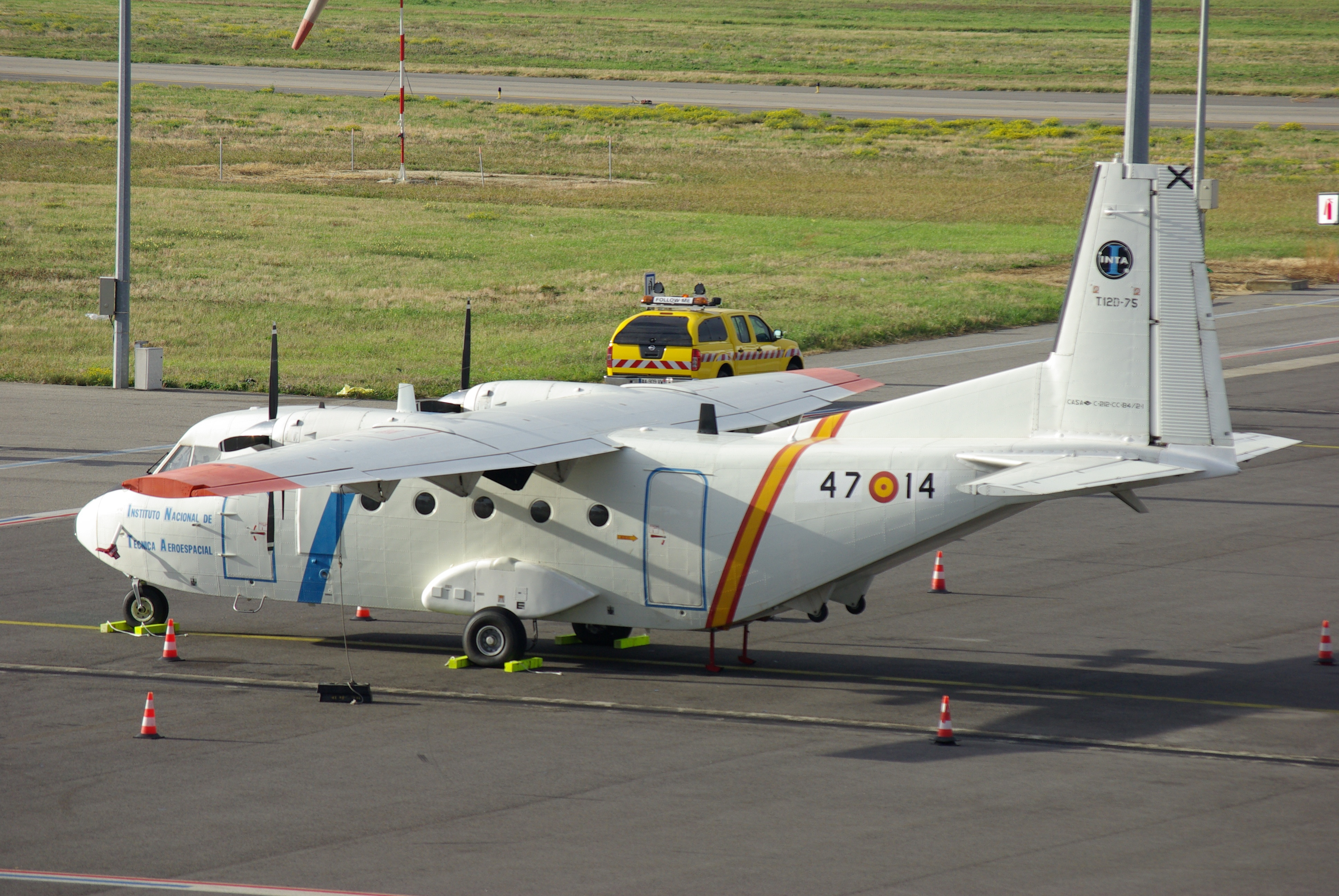
C-212-200 encargado originalmente por Correos y hoy en día operado por el INTA.

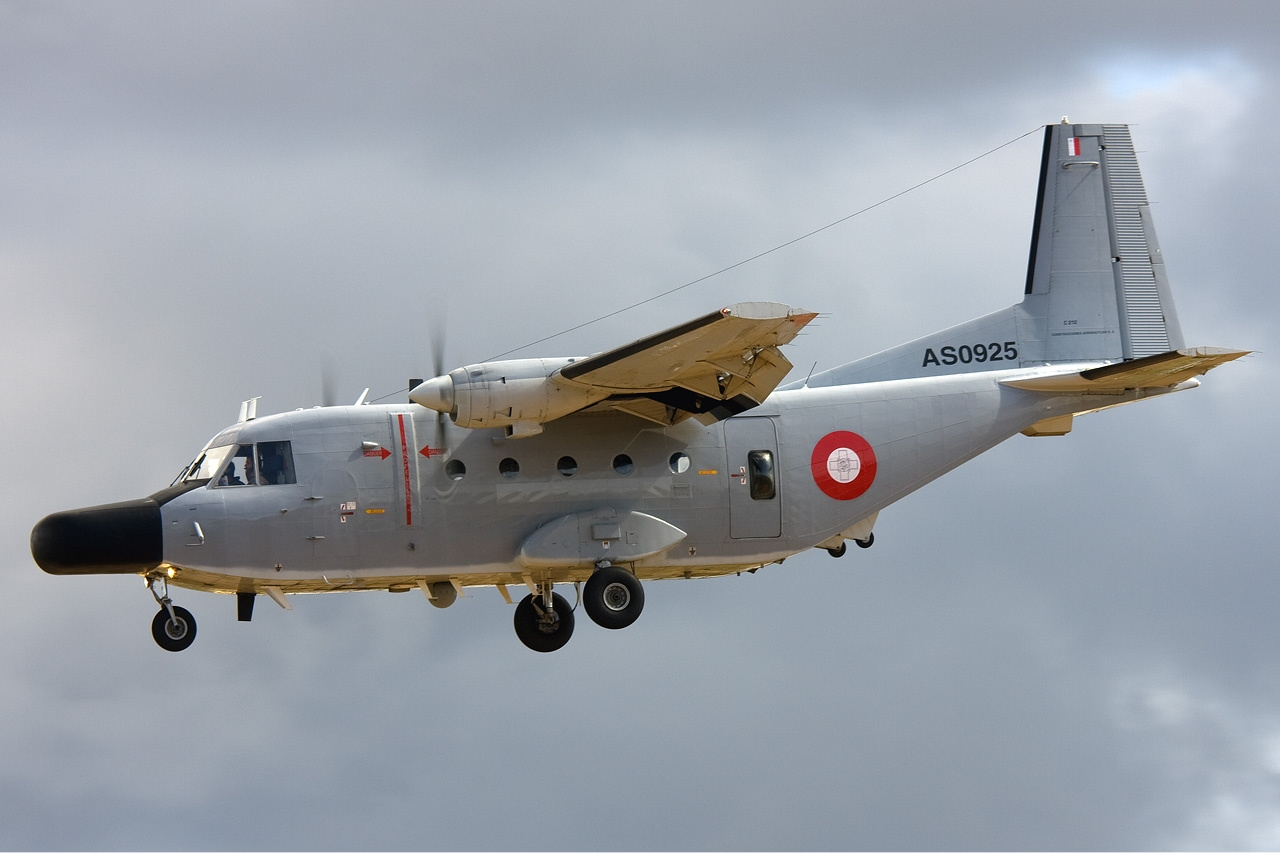
C-212-CE (C-212-200MP) maltés.

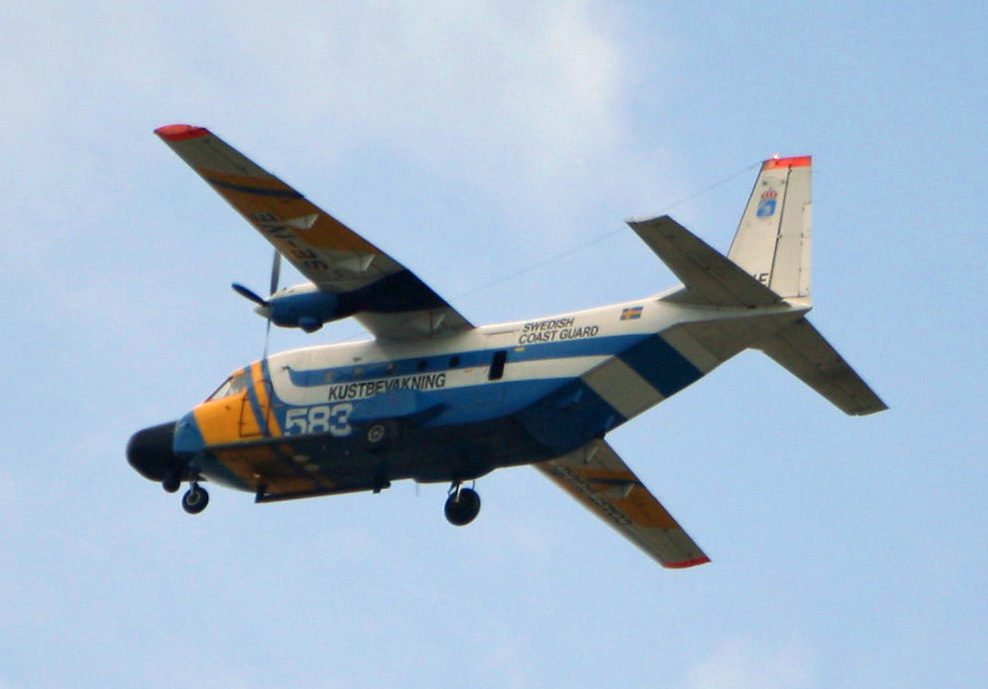
Un CASA C-212-CE (C-212-200MP) de la Guardia Costera Sueca.

- Fuerza de Defensa de Bofutatsuana. Un C-212 transferido en 1994 a la Fuerza Aérea Sudafricana.

 Chad
- Fuerza Aérea Chadiana: 2 C-212-200 recibidos en 1983, dados de baja en 1995. Números de serie 302 y 308.[35]

 España
- Dirección General de Correos y Telecomunicaciones: Correos utilizó entre 1984 y 1996 2 C-212-200 cubriendo el servicio postal entre Madrid y Barcelona, comprados a un precio de 319 millones de pesetas cada uno (las previsiones iniciales fueron 3 aparatos, pero finalmente sólo se adquirieron 2).[36] Matriculados EC-DTV y EC-DUQ, su operación corrió a cargo de Gestair. Tras dejar de prestar servicio en Correos estuvieron varios años sin volar, hasta que fueron finalmente incorporados al Ejército del Aire, donde están asignados al INTA, registrados como T.12D-74, 54-11, el primero y T.12D-75, 47-14 (inicialmente 403-07), el otro.[37]

 Ghana
- Fuerza Aérea Ghanesa: 1 C-212-200 recibido en mayo de 1987. Dado de baja.[38]

 Malta
- Fuerza Aérea Maltesa: alquiló de la compañía luxemburguesa CAE Aviation un ejemplar de patrulla marítima C-212-CE (C-212-200MP) anteriormente perteneciente a la Armada Sueca (número de serie 139) para la operación Nautilus de lucha contra la inmigración ilegal en el Mediterráneo central de la Agencia Europea de la Guardia de Fronteras y Costas (Frontex).[39][40] Estuvo en operación hasta la entrada en servicio a partir de 2011 de dos Beechcraft Super King Air B200 de patrulla marítima.

 Suecia
- Armada de Suecia: adquirió un C-212-CE (C-212-200MP), número de serie 139, designado localmente como SH89. Dado de baja, es operado actualmente por la Fuerza Aérea Maltesa.[41]

- Guardia Costera Sueca: compró 3 C-212-CE (C-212-200MP). Uno de ellos, número de serie 346, se estrelló el 26 de octubre de 2006.[42] Los otros dos han sido adquiridos por la Fuerza Aérea Uruguaya. Han sido reemplazados en la Guardia Costera por tres DHC-8-300AQ.[43]

 Transkei
- Fuerza de Defensa de Transkei. Dos C-212 transferidos en 1994 a la Fuerza Aérea Sudafricana.

 Venda
- Fuerza de Defensa de Venda. Dos C-212 transferidos en 1994 a la Fuerza Aérea Sudafricana.

### Serie 300
Angola

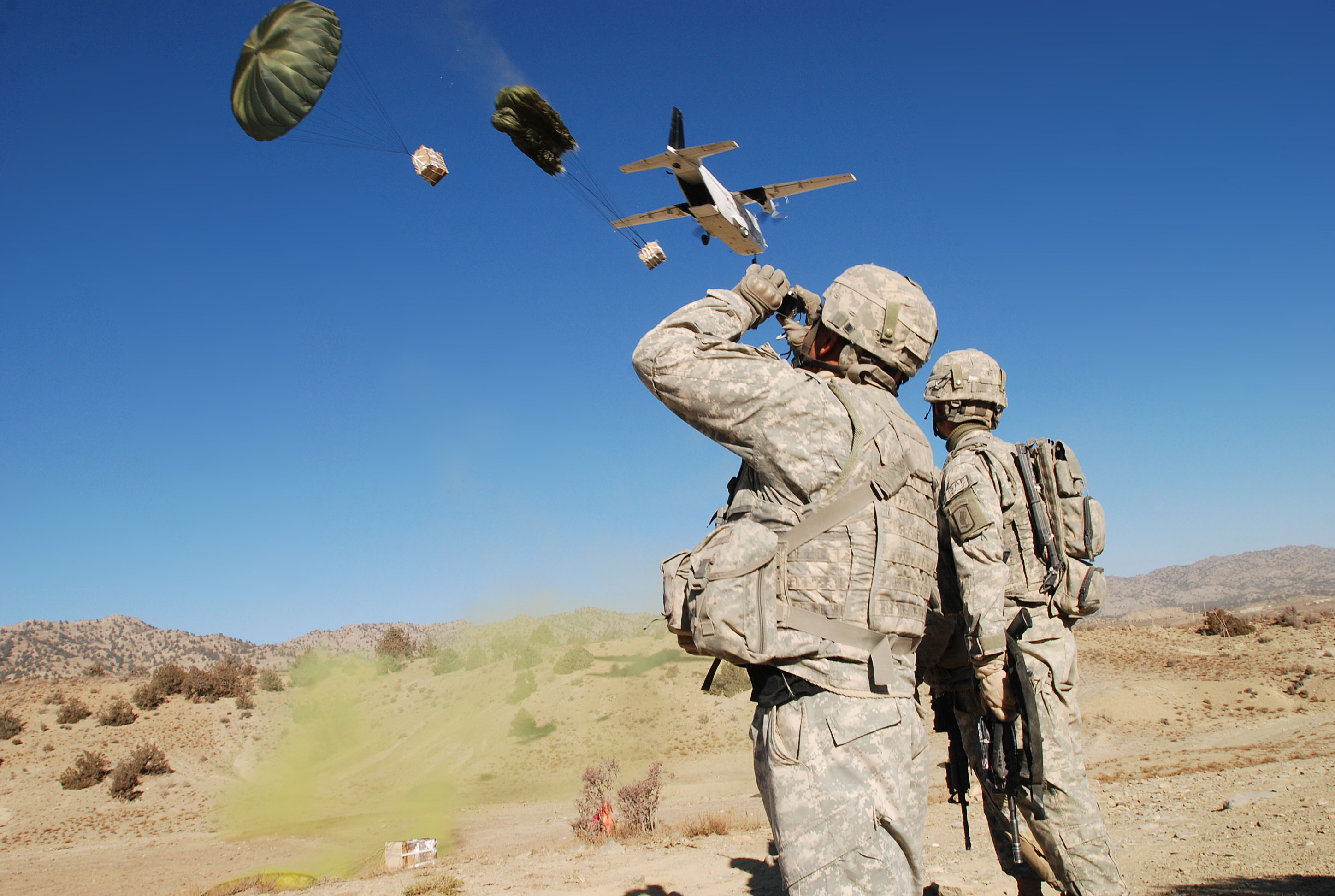
C-212 de Blackwater sobre Afganistán.

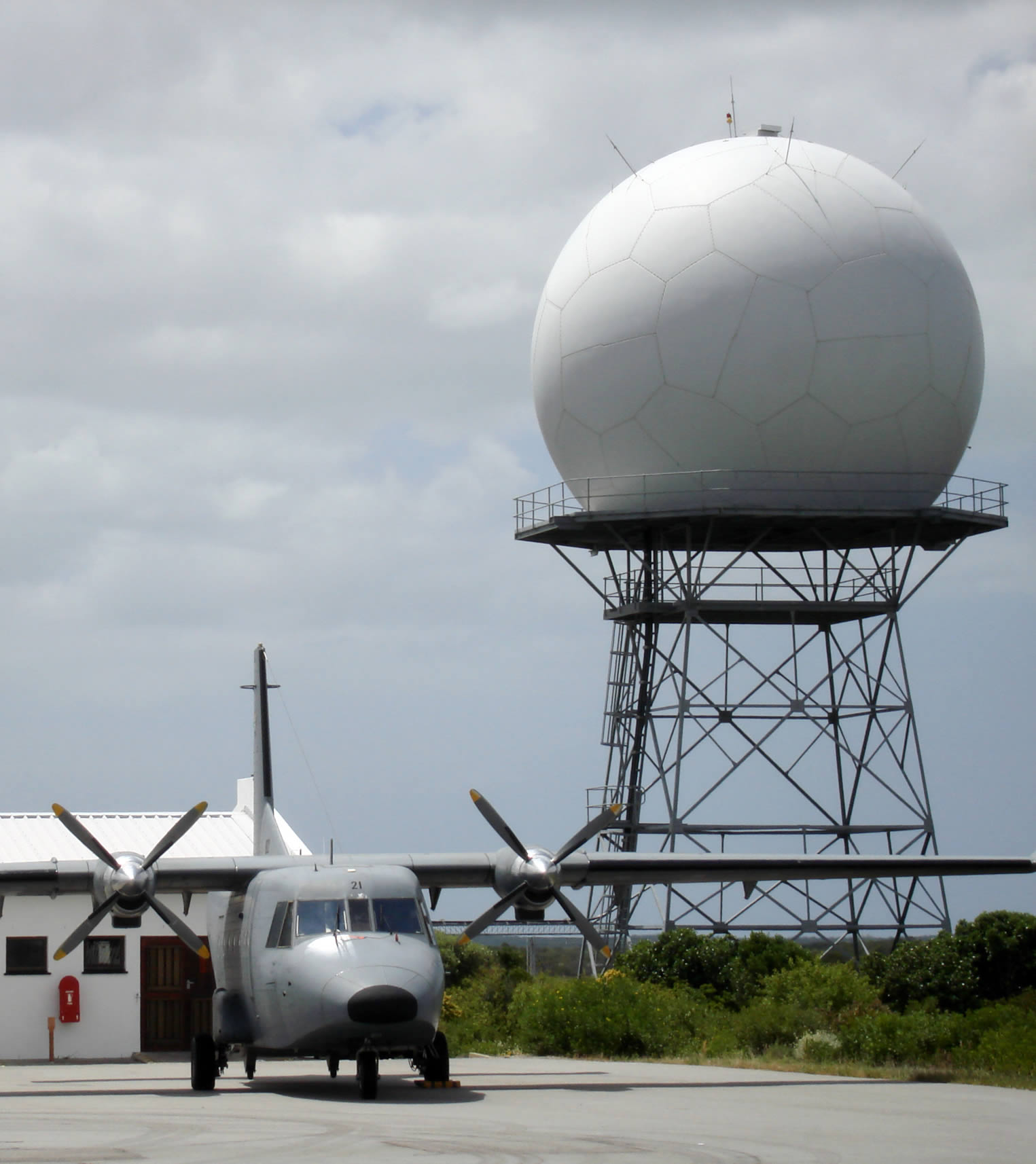
C-212-300 de la Fuerza Aérea Sudafricana.

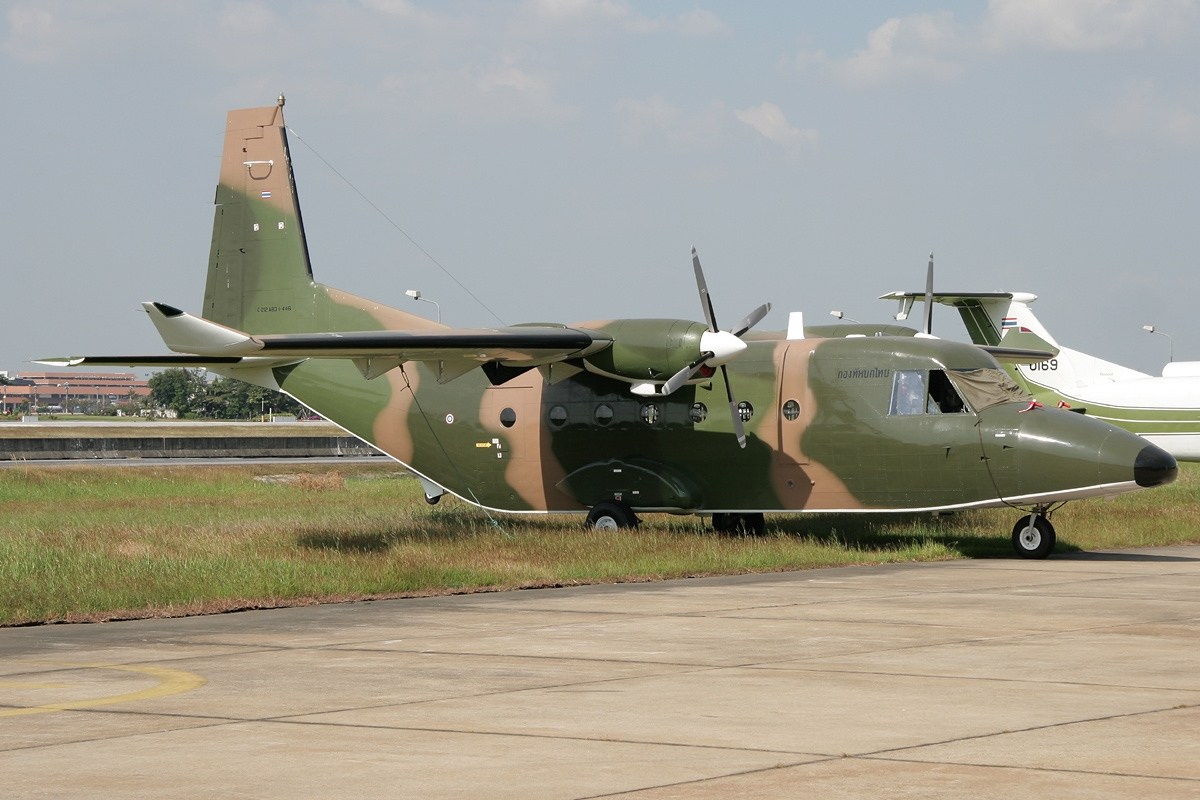
C-212-300 del Real Ejército Tailandés.

- Fuerza Aérea Nacional de Angola: 3 C-212-300M de transporte y 6 C-212-300MP.[22]

 Argentina
- Prefectura Naval Argentina: 2 C-212-300 de transporte y 3 C-212-300MP.

 Bolivia
- Ejército de Bolivia: 2 C-212-300 (uno de ellos se estrelló en 1995).[44]

 Botsuana
- Fuerza Aérea de Botsuana: 2 C-212-300.

 Chile
- Ejército de Chile: 3 C-212-300 recibidos en 1998. Uno de ellos, registro 230, resultó destruido en agosto de 2000 al chocar contra la ladera de un volcán.[16]
- Fuerza Aérea de Chile: 2 C-212-300.[16] Uno de ellos, 966, número de serie 443, se estrelló en septiembre de 2011.

 Colombia
- Fuerza Aérea de Colombia: 2 C-212-300.

 España
- Servicio de Vigilancia Aduanera (AEAT): 1 C-212-300MP (Alción IV), inicialmente con matrícula civil EC-ECD y posteriormente traspasado al Ejército del Aire para operarlo por cuenta de dicho Servicio (37-60).

 Francia
- Fuerza Aérea Francesa: 5 C-212-300. Francia adquirió estos aviones como contrapartida (aparte de la fabricación por CASA de algunas piezas del helicóptero) por la compra de 18 AS-332B para el Ejército de Tierra Español, en un polémico concurso en el que el modelo de la entonces Aérospatiale quedó precisamente el último clasificado frente al AB-412 (ganador) y el UH-60. Los aviones están asignados al CEV (Centre d'Essais en Vol, Centro de Ensayos en Vuelo). Uno de ellos (F-ZVMR) fue posteriormente vendido a Dolphin Air Express y luego por ésta a CAE Aviation.

 Lesoto
- Fuerza de Defensa de Lesoto: 3 C-212-300. Uno de ellos (LDF-46) accidentado al chocar contra una montaña el 10 de noviembre de 1989, sin supervivientes (18 ocupantes) y otro más (LDF-48) dado de baja el 16 de diciembre de 2000 al salirse de pista al aterrizar en el aeropuerto de Mokhotlong, en el propio Lesoto, sin fallecidos pero con daños irreparables.[18]

 Panamá
- Servicio Nacional Aeronaval: 3 C-212-300.

 Sudáfrica
- Fuerza Aérea Sudafricana: 2 C-212-300, heredados de los antiguos bantustanes: 8020 (transporte vip) (ex Fuerza de Defensa de Venda VDF-040) y 8021 (ex Fuerza de Defensa de Bofutatsuana T-310).

 Tailandia
- Real Ejército Tailandés: 2 C-212-300.
- Ministerio de Agricultura (KASET): 6 C-212-300.[15]

 Uruguay
- Fuerza Aérea Uruguaya: 2 C-212-300MP adquiridos de segunda mano en 2014 a la Fuerza Aérea Portuguesa.[45] A pesar de su equipamiento para patrulla marítima, su uso en la FAU sería para realizar labores de transporte.[46]

#### Antiguos usuarios
Bofutatsuana
- Fuerza de Defensa de Bofutatsuana: 1 C-212-300, traspasado a la Fuerza Aérea Sudafricana cuando este bantustán se integró en 1994 en Sudáfrica (T-310, ahora 8021).

 Estados Unidos
- Guardacostas de los Estados Unidos: durante algún tiempo operó 1 C-212-300 (N393DF) alquilado a CASA para transportar personal, correo y material entre Miami y Guantánamo.[47]

 Portugal
- Fuerza Aérea Portuguesa: 2 C-212-300MP de patrulla marítima adquiridos en la década de los 90 para realizar labores de inspección pesquera, formando parte del sistema SIFICAP (Sistema Integrado de vigilância, Fiscalização e Controlo das Actividades da Pesca, Sistema Integrado de vigilancia, Fiscalización y Control de las Actividades Pesqueras). Causaron baja, junto con los últimos ejemplares de la serie 100 que quedaban en activo, el 6 de diciembre de 2011. Fueron sustituidos por CASA C-295 Persuader,[20] y vendidos en 2014 a la Fuerza Aérea Uruguaya.

 Venda
- Fuerza de Defensa de Venda: 1 C-212-300, al igual que en el caso de Bofutatsuana, traspasado a la Fuerza Aérea Sudafricana en 1994 (VDF-040, actual 8020).

### Serie 400
Australia

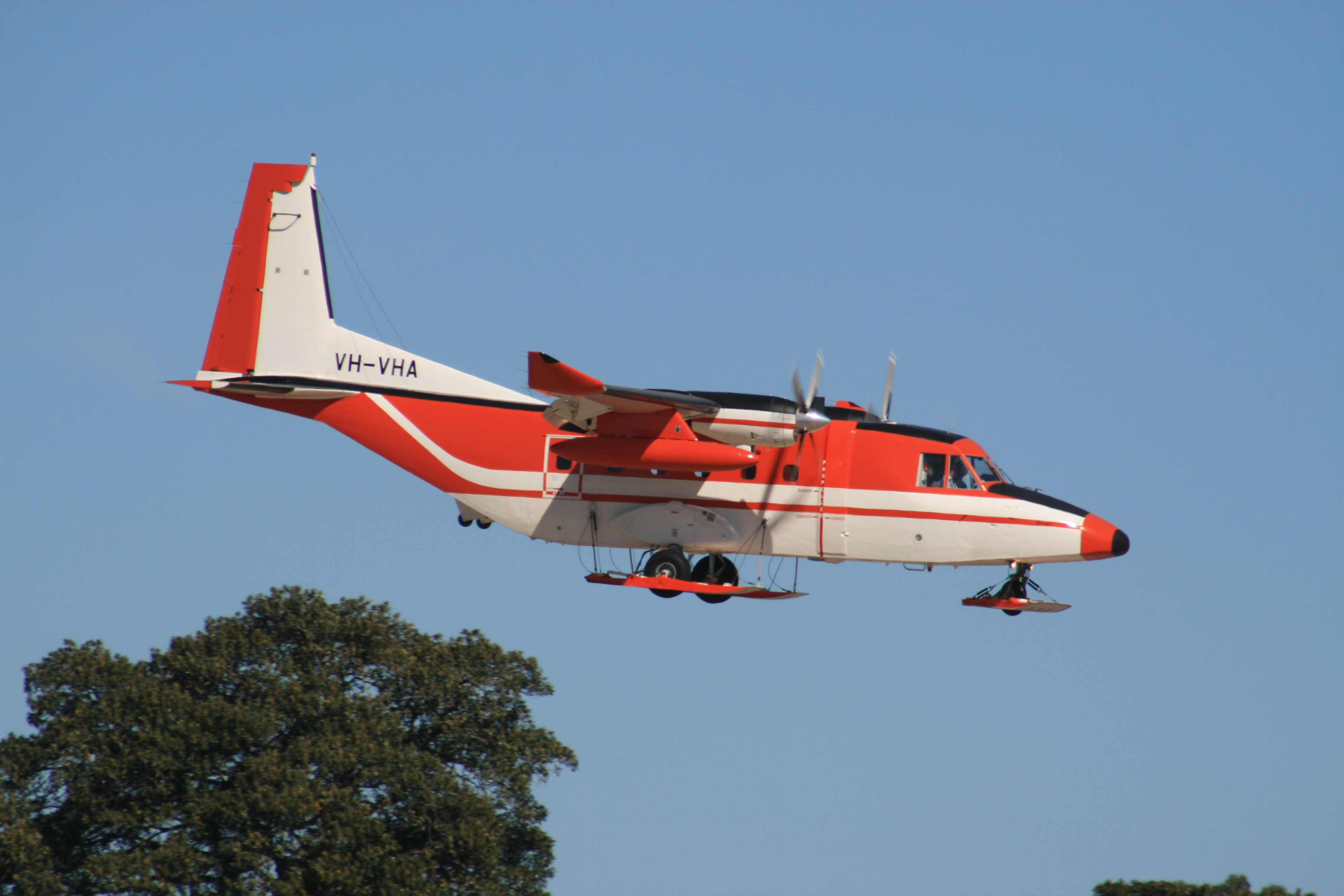
C-212-400 de la Australian Antartic Division (División Antártica Australiana) equipado con esquíes para operar en la Antártida.

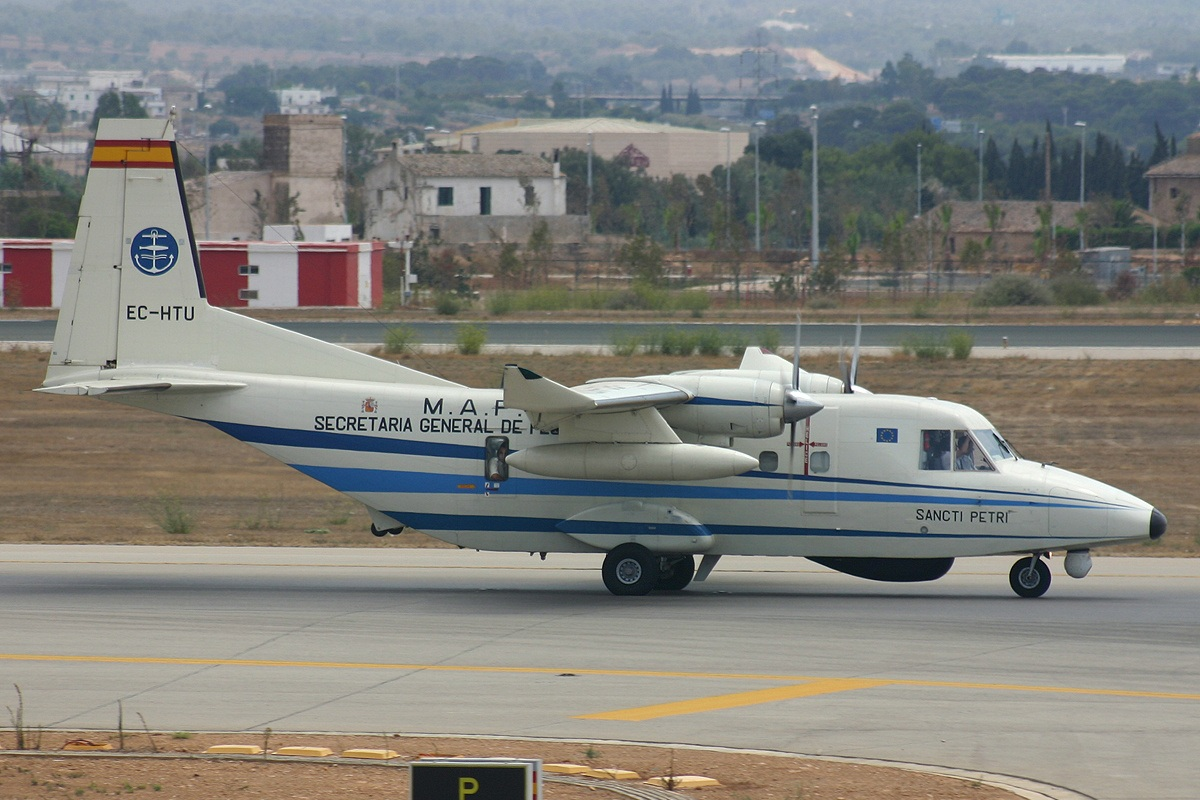
C-212-400MP de la Secretaría General del Mar, en el aeropuerto de Palma de Mallorca.

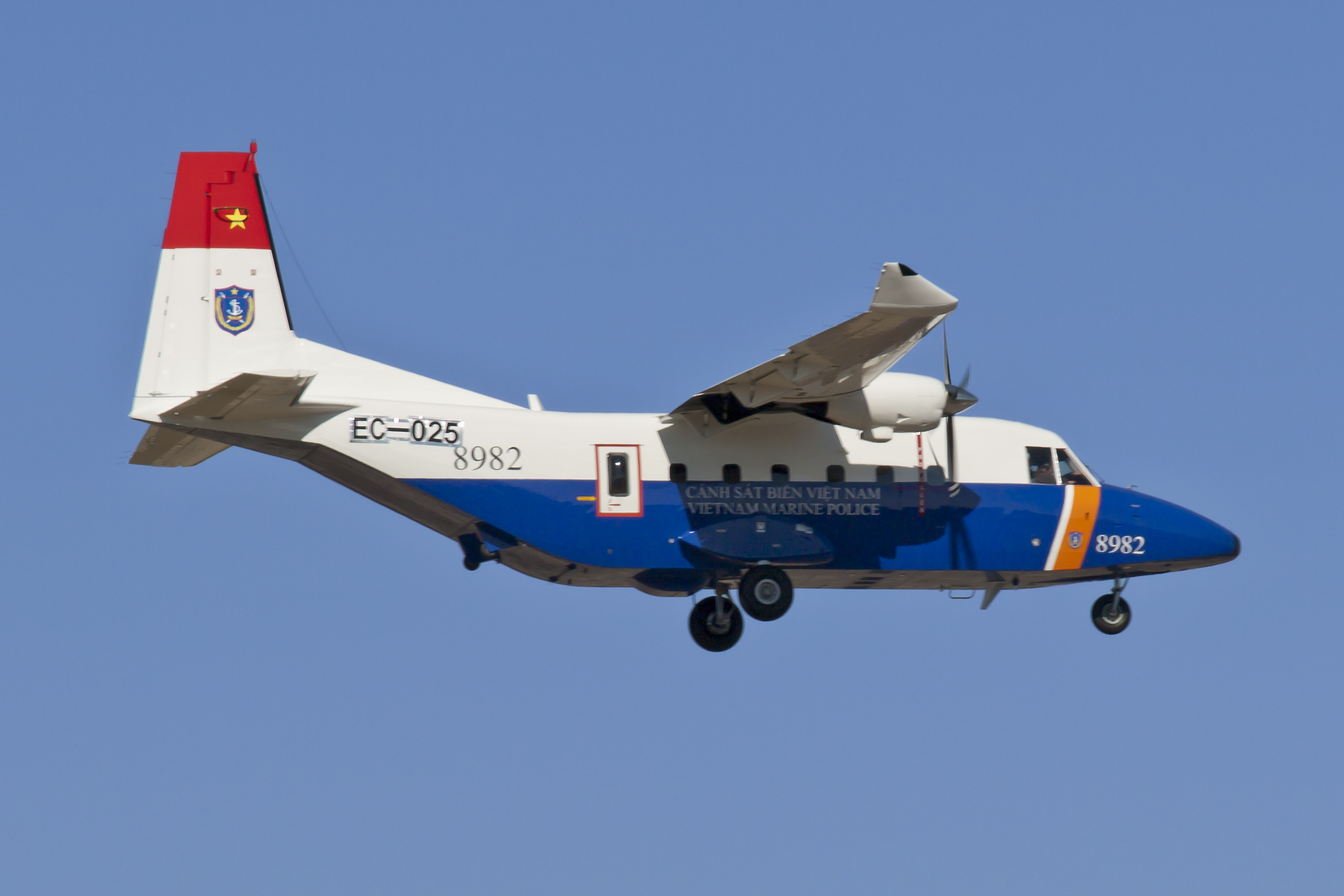
C-212-400 de la Policía Marítima de Vietnam.

- Gobierno Australiano: 2 C-212-400 para uso en la Antártida (operados por Sky Trader para la Australian Antartic Division).

 Corea del Sur
- Guardia Costera de Corea del Sur: 1 C-212-400MP.

 República Dominicana
- Fuerza Aérea Dominicana: 3 C-212-400.

 Ecuador
- Ejército del Ecuador: 2 C-212-400.

 España
- Secretaría General del Mar (originalmente Secretaría General de Pesca Marítima): 3 C-212-400MP. Operados por Babcock MCS España (antigua INAER).

 Lesoto
- Fuerza de Defensa de Lesoto: 1 C-212-400.

 Paraguay
- Fuerza Aérea Paraguaya: 1 C-212-400. Entregado en 2003. Dotado de un "kit" de transformación en ambulancia, está encuadrado en el Grupo de Transporte Aéreo (GTA).[31]

 Surinam
- Fuerza Aérea de Surinam: 1 C-212-400 y 1 C-212-400MP.

 Tailandia
- Ministerio de Agricultura (KASET): 2 C-212-400.[48][15]

 Venezuela
- Armada Nacional de Venezuela: 3 C-212-400.

 Vietnam
- Policía Marítima de Vietnam: 3 C-212-400MP, dos que serían entregados en 2011 y el otro en 2012.[49]

### NC-212i
Filipinas
- Fuerza Aérea de Filipinas: 2.[50]

 Indonesia
- Fuerza Aérea del Ejército Nacional de Indonesia: 9 adquiridos en 2017, 4 de ellos en configuración de transporte de tropas, 4 de reconocimiento fotográfico y lluvia artificial y 1 de entrenamiento de navegación.[51]

 Senegal
Un ejemplar.
 Tailandia
- Ministerio de Agricultura (KASET): 2.[52]

 Vietnam
- Fuerza Aérea de Vietnam: 3.[50]

## Accidentes e incidentes

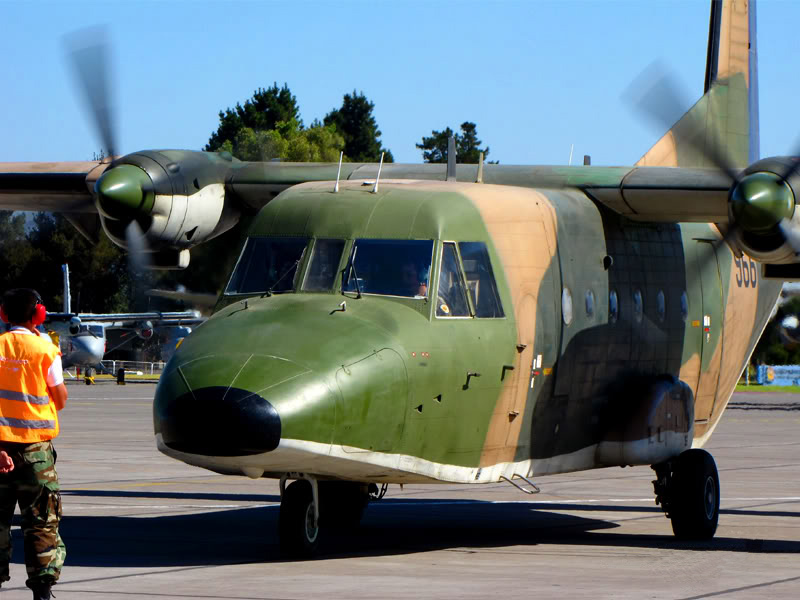
C-212-300 de la Fuerza Aérea de Chile accidentado en 2011.

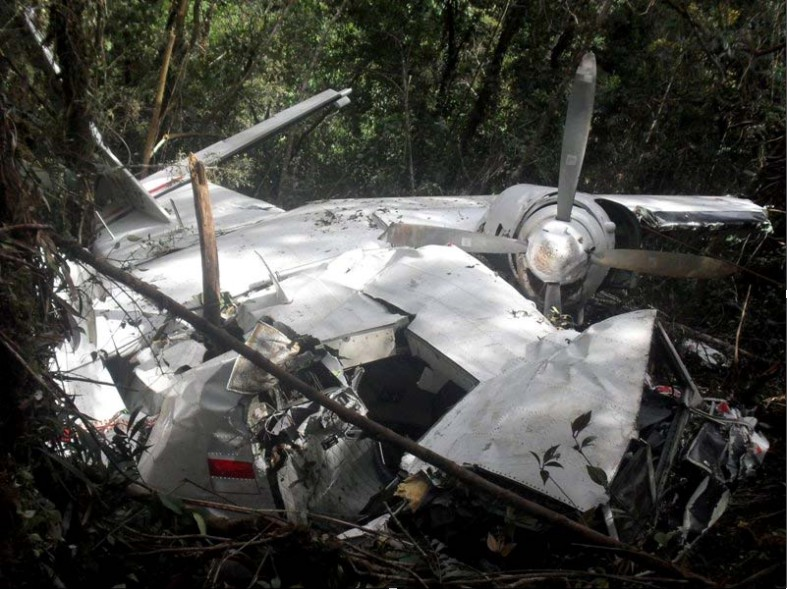
Restos del accidente del CASA C-212 de Nusantara Buana de 2011.

- 23 de enero de 1990: un C-212 de la Armada de Venezuela, matrícula ARV-0210, se estrelló contra un cerro en la urbanización El Juncal, km 17 de El Junquito, Distrito Federal, pocos minutos después de despegar del aeropuerto de Maiquetía. Su destino era Puerto Ayacucho, estado Amazonas. 24 personas fallecieron en este accidente.[53]

- El 12 de marzo de 1998 el segundo prototipo del C-212, que entonces prestaba servicio en el CLAEX (Centro Logístico de Armamento y Experimentación) del Ejército del Aire, se estrelló en La Cistérniga (Valladolid) tras haber despegado de la base de Torrejón con destino a la de Villanubla, falleciendo los tres militares que iban a bordo.[54]

- El 26 de octubre de 2006, un C-212MPA de la Guardia Costera Sueca se estrelló en el Canal de Falsterbo, provocado por la fatiga del metal en la estructura de la aeronave.[55]
- El 9 de octubre de 2009, un C-212 de la Fuerza Aérea Uruguaya, que pertenecía al contingente uruguayo de la Misión de Estabilización de las Naciones Unidas en Haití, se estrelló a 20 km de Fonds-Verrettes. Las 11 personas a bordo fallecieron en el accidente.[56][57]
- El 27 de noviembre de 2004, un CASA 212 operado por Presidential Airways Inc., filial de Blackwater USA, se estrelló en la cordillera Kuh-i-Baba, en Afganistán, mientras transportaba a tres miembros del Ejército de los Estados Unidos y 400 libras de munición. Las seis personas a bordo fallecieron en el accidente.

- El 2 de septiembre de 2011, un C-212-300 de la Fuerza Aérea de Chile se estrelló en el mar, al costado noroeste de la Isla Robinson Crusoe[58] cuando realizaba maniobras para un tercer intento de aterrizaje en la isla. El siniestro dejó a 21 víctimas fatales entre las que se encontraban personalidades del canal de televisión TVN, destacándose Felipe Camiroaga y Roberto Bruce, además de otros miembros de las FFAA y del movimiento "Desafío Levantemos Chile", entre los que se encontraba su líder Felipe Cubillos. No hubo supervivientes.[59] Este accidente llevó a la FACh a realizar una revisión integral de las normas y procedimientos administrativos de sus operaciones aéreas, en especial en rutas marítimas y en operaciones en condiciones de viento en la zona de aproximación.[60]

- El 29 de septiembre de 2011, un CASA-212 se estrelló en las montañas ubicadas al oeste de Indonesia. No hubo supervivientes.[61]

- Aviation Safety Network señala que a nivel mundial hasta la fecha actual se registran 90 accidentes fatales sobre 460 unidades fabricadas, es decir un 19% de siniestralidad, con un total de 540 muertes y que el porcentaje de supervivencia de accidentes registrados en este tipo de avión es apenas de un 16%.[62][63]

## Especificaciones (serie 300M)

### Características generales
- Tripulación: Dos (piloto y copiloto)
- Capacidad: Hasta 20 soldados, 12 literas, o 2820 kg de carga
- Longitud: 16,2 m (53 ft)
- Envergadura: 20,3 m (66,5 ft)
- Altura: 6,6 m (21,7 ft)
- Superficie alar: 41 m² (441,3 ft²)
- Peso vacío: 4400 kg (9697,6 lb)
- Peso máximo al despegue: 8000 kg (17 632 lb)
- Planta motriz: 2× turbohélice Garrett AiResearch TPE-331-10R-513C.
  - Potencia: 671 kW (925 HP; 912 CV) cada uno.

### Rendimiento
- Velocidad máxima operativa (Vno): 370 km/h (230 MPH; 200 kt)
- Velocidad crucero (Vc): 315 km/h (196 MPH; 170 kt)
- Alcance: 1433 km (774 nmi; 890 mi)
- Techo de vuelo: 7925 m (26 001 ft)
- Régimen de ascenso: 8,3 m/s (1630 ft/min)

## Aeronaves relacionadas

### Aeronaves similares
- Dornier Do 228
- GAF Nomad
- Embraer 110 Bandeirante/111 Bandeirulha
- De Havilland Canada DHC-6 Twin Otter
- Let L-410 Turbolet
- Harbin Y-12
- Beechcraft 1900
- IAI Arava
- SIAI-Marchetti SF-600 Canguro
- PZL Mielec M28 Skytruck
- Handley Page Jetstream
- Short SC.7 Skyvan
- Britten-Norman Trislander
- / Antonov An-28

### Secuencias de designación
- Aviones militares de CASA: ← C-201 - C-202 - C-207 - C-212 - C-101 - C-102 - CN-235 →
- Secuencia T._ (Aeronaves de Transporte del Ejército del Aire español, 1954-1978): ← T.9 (II) - T.10 - T.11 - T.12 - T.14
- Secuencia T._ (Aeronaves de Transporte del Ejército del Aire español, 1978-presente): T.9 - T/TK.10 - TM.11 - TR/T/TE/TM.12 - T.15 - T.16 - T/TK/TM.17 →
- Secuencia D._ (Aeronaves de Salvamento (SAR) del Ejército del Aire español, 1978-presente): D.2 - D.3 - D.4
- Secuencia C-_ (Aviones de Carga estadounidenses, 1962-presente): ← C-37A/B - C-38 - C-40 - C-41 - C-45 - C-46